# Convocazioni per la Coppa del mondo per club FIFA 2025
Si riporta di seguito l'elenco dei calciatori convocati da ciascun club partecipante alla Coppa del mondo per club FIFA 2025. L'età dei giocatori riportata è relativa al 14 giugno 2025, data di inizio del torneo.
Da regolamento, i 32 club partecipanti al torneo dovevano trasmettere alla FIFA entro il 10 giugno 2025 l'elenco dei propri calciatori convocati, indicandone almeno 26 e al massimo 35, di cui almeno 3 devono essere portieri.
La lista completa delle convocazioni è stata pubblicata sul sito web ufficiale del torneo l'11 giugno 2025.

## Gruppo A

### Al-Ahly
Allenatore:  José Riveiro
| N. | Pos. | Nazionalità | Giocatore                | Data nascita (età)                    |
| -- | ---- | ----------- | ------------------------ | ------------------------------------- |
| 1  | P    | Egitto      | Mohamed El-Shenawy       | 18 dicembre 1988 (36 anni) (capitano) |
| 2  | D    | Egitto      | Khaled Abdelfattah       | 22 gennaio 1999 (26 anni)             |
| 3  | D    | Egitto      | Omar Kamal               | 29 settembre 1993 (31 anni)           |
| 4  | D    | Egitto      | Ahmed Ramadan            | 23 marzo 1997 (28 anni)               |
| 5  | C    | Tunisia     | Mohamed Ali Ben Romdhane | 6 settembre 1999 (25 anni)            |
| 6  | D    | Egitto      | Yasser Ibrahim           | 10 febbraio 1993 (32 anni)            |
| 7  | C    | Egitto      | Trézéguet                | 1º ottobre 1994 (30 anni)             |
| 8  | C    | Egitto      | Hamdy Fathy              | 29 settembre 1994 (30 anni)           |
| 9  | A    | Palestina   | Wessam Abou Ali          | 4 gennaio 1999 (26 anni)              |
| 10 | A    | Slovenia    | Nejc Gradišar            | 6 agosto 2002 (22 anni)               |
| 11 | D    | Egitto      | Karim El Debes           | 3 giugno 2003 (22 anni)               |
| 13 | C    | Egitto      | Marwan Ateya             | 1º agosto 1998 (26 anni)              |
| 14 | C    | Egitto      | Hussein El Shahat        | 21 giugno 1992 (32 anni)              |
| 15 | D    | Marocco     | Achraf Dari              | 6 maggio 1999 (26 anni)               |
| 17 | C    | Marocco     | Achraf Bencharki         | 24 settembre 1994 (30 anni)           |
| 19 | C    | Egitto      | Mohamed Magdy            | 6 marzo 1996 (29 anni)                |
| 22 | C    | Egitto      | Emam Ashour              | 20 febbraio 1998 (27 anni)            |
| 23 | C    | Mali        | Aliou Dieng              | 16 ottobre 1997 (27 anni)             |
| 24 | C    | Egitto      | Ahmed Reda Hashem        | 19 febbraio 2000 (25 anni)            |
| 25 | C    | Egitto      | Zizo                     | 10 gennaio 1996 (29 anni)             |
| 26 | P    | Egitto      | Mohamed Seha             | 1º maggio 2001 (24 anni)              |
| 27 | D    | Egitto      | Mostafa El Aash          | 11 ottobre 2000 (24 anni)             |
| 29 | C    | Egitto      | Taher Mohamed            | 7 marzo 1997 (28 anni)                |
| 30 | D    | Egitto      | Mohamed Hany             | 2 febbraio 1996 (29 anni)             |
| 31 | P    | Egitto      | Mostafa Shobeir          | 15 maggio 2000 (25 anni)              |
| 36 | C    | Egitto      | Ahmed Nabil Koka         | 4 luglio 2001 (23 anni)               |
| 37 | P    | Egitto      | Mostafa Makhlouf         | 11 marzo 2003 (22 anni)               |
| 54 | D    | Marocco     | Yahia Attiyat Allah      | 2 marzo 1995 (30 anni)                |

### Inter Miami
Allenatore:  Javier Mascherano
| N. | Pos. | Nazionalità     | Giocatore          | Data nascita (età)                  |
| -- | ---- | --------------- | ------------------ | ----------------------------------- |
| 1  | P    | Stati Uniti     | Drake Callender    | 7 ottobre 1997 (27 anni)            |
| 2  | D    | Argentina       | Gonzalo Luján      | 27 aprile 2001 (24 anni)            |
| 5  | C    | Spagna          | Sergio Busquets    | 16 luglio 1988 (36 anni)            |
| 6  | D    | Argentina       | Tomás Avilés       | 3 febbraio 2004 (21 anni)           |
| 7  | A    | Haiti           | Fafà Picault       | 23 febbraio 1991 (34 anni)          |
| 8  | C    | Venezuela       | Telasco Segovia    | 2 aprile 2003 (22 anni)             |
| 9  | A    | Uruguay         | Luis Suárez        | 24 gennaio 1987 (38 anni)           |
| 10 | A    | Argentina       | Lionel Messi       | 24 giugno 1987 (37 anni) (capitano) |
| 11 | C    | Argentina       | Baltasar Rodríguez | 9 luglio 2003 (21 anni)             |
| 14 | D    | Paraguay        | David Martínez     | 21 gennaio 1998 (27 anni)           |
| 15 | D    | Stati Uniti     | Ryan Sailor        | 27 novembre 1998 (26 anni)          |
| 17 | D    | Stati Uniti     | Ian Fray           | 31 agosto 2002 (22 anni)            |
| 18 | D    | Spagna          | Jordi Alba         | 21 marzo 1989 (36 anni)             |
| 19 | P    | Argentina       | Oscar Ustari       | 3 luglio 1986 (38 anni)             |
| 21 | A    | Argentina       | Tadeo Allende      | 20 febbraio 1999 (26 anni)          |
| 22 | A    | Brasile         | Leo Afonso         | 13 luglio 2001 (23 anni)            |
| 25 | P    | Stati Uniti     | William Yarbrough  | 20 marzo 1989 (36 anni)             |
| 26 | D    | Stati Uniti     | Tyler Hall         | 5 febbraio 2006 (19 anni)           |
| 29 | A    | Ecuador         | Allen Obando       | 13 giugno 2006 (19 anni)            |
| 30 | C    | Stati Uniti     | Benjamin Cremaschi | 2 marzo 2005 (20 anni)              |
| 32 | D    | Grecia          | Noah Allen         | 28 aprile 2004 (21 anni)            |
| 34 | P    | Argentina       | Rocco Ríos Novo    | 4 giugno 2002 (23 anni)             |
| 37 | D    | Uruguay         | Maximiliano Falcón | 1º maggio 1997 (28 anni)            |
| 41 | C    | Honduras        | David Ruíz         | 8 febbraio 2004 (21 anni)           |
| 42 | C    | Italia          | Yannick Bright     | 3 settembre 2001 (23 anni)          |
| 55 | C    | Argentina       | Federico Redondo   | 18 gennaio 2003 (22 anni)           |
| 57 | D    | Argentina       | Marcelo Weigandt   | 11 gennaio 2000 (25 anni)           |
| 62 | D    | Rep. Dominicana | Israel Boatwright  | 2 giugno 2005 (20 anni)             |
| 81 | C    | Stati Uniti     | Santiago Morales   | 9 febbraio 2007 (18 anni)           |

### Palmeiras
Allenatore:  Abel Ferreira
| N. | Pos. | Nazionalità | Giocatore         | Data nascita (età)                 |
| -- | ---- | ----------- | ----------------- | ---------------------------------- |
| 1  | P    | Brasile     | Mateus            | 2 maggio 2002 (23 anni)            |
| 2  | D    | Brasile     | Marcos Rocha      | 11 dicembre 1988 (36 anni)         |
| 3  | D    | Brasile     | Bruno Fuchs       | 1º aprile 1999 (26 anni)           |
| 4  | D    | Argentina   | Agustín Giay      | 16 gennaio 2004 (21 anni)          |
| 5  | C    | Argentina   | Aníbal Moreno     | 13 maggio 1999 (26 anni)           |
| 6  | D    | Brasile     | Vanderlan         | 7 settembre 2002 (22 anni)         |
| 7  | C    | Brasile     | Felipe Anderson   | 15 aprile 1993 (32 anni)           |
| 8  | C    | Colombia    | Richard Ríos      | 2 giugno 2000 (25 anni)            |
| 9  | A    | Brasile     | Vitor Roque       | 28 febbraio 2005 (20 anni)         |
| 10 | A    | Brasile     | Paulinho          | 15 luglio 2000 (24 anni)           |
| 12 | D    | Brasile     | Mayke             | 10 novembre 1992 (32 anni)         |
| 13 | D    | Brasile     | Micael            | 12 agosto 2000 (24 anni)           |
| 14 | P    | Brasile     | Marcelo Lomba     | 18 dicembre 1986 (38 anni)         |
| 15 | D    | Paraguay    | Gustavo Gómez     | 6 maggio 1993 (32 anni) (capitano) |
| 17 | A    | Uruguay     | Facundo Torres    | 13 aprile 2000 (25 anni)           |
| 18 | A    | Brasile     | Maurício          | 22 giugno 2001 (23 anni)           |
| 21 | P    | Brasile     | Weverton          | 13 dicembre 1987 (37 anni)         |
| 22 | D    | Uruguay     | Joaquín Piquerez  | 24 agosto 1998 (26 anni)           |
| 23 | C    | Brasile     | Raphael Veiga     | 19 giugno 1995 (29 anni)           |
| 26 | D    | Brasile     | Murilo            | 27 marzo 1997 (28 anni)            |
| 30 | C    | Brasile     | Lucas Evangelista | 6 febbraio 1995 (30 anni)          |
| 31 | A    | Brasile     | Luighi            | 30 aprile 2006 (19 anni)           |
| 32 | C    | Uruguay     | Emiliano Martínez | 17 agosto 1999 (25 anni)           |
| 34 | D    | Brasile     | Kaiky Naves       | 8 maggio 2002 (23 anni)            |
| 39 | A    | Brasile     | Thalys            | 22 febbraio 2005 (20 anni)         |
| 40 | C    | Brasile     | Allan             | 19 aprile 2004 (21 anni)           |
| 41 | A    | Brasile     | Estêvão           | 24 aprile 2007 (18 anni)           |
| 42 | A    | Argentina   | José Manuel López | 6 dicembre 2000 (24 anni)          |
| 43 | D    | Brasile     | Luiz Benedetti    | 7 giugno 2006 (19 anni)            |

### Porto
Allenatore:  Martín Anselmi
| N. | Pos. | Nazionalità | Giocatore         | Data nascita (età)                     |
| -- | ---- | ----------- | ----------------- | -------------------------------------- |
| 4  | D    | Brasile     | Otávio            | 21 aprile 2002 (23 anni)               |
| 5  | D    | Spagna      | Iván Marcano      | 23 giugno 1987 (37 anni)               |
| 6  | C    | Canada      | Stephen Eustáquio | 21 dicembre 1996 (28 anni)             |
| 7  | A    | Brasile     | William Gomes     | 15 marzo 2006 (19 anni)                |
| 9  | A    | Spagna      | Samu Aghehowa     | 5 maggio 2004 (21 anni)                |
| 10 | C    | Portogallo  | Fábio Vieira      | 30 maggio 2000 (25 anni)               |
| 11 | A    | Brasile     | Pepê              | 24 febbraio 1997 (28 anni)             |
| 12 | D    | Nigeria     | Zaidu Sanusi      | 13 giugno 1997 (28 anni)               |
| 14 | P    | Portogallo  | Cláudio Ramos     | 16 novembre 1991 (33 anni)             |
| 15 | C    | Portogallo  | Vasco Sousa       | 3 aprile 2003 (22 anni)                |
| 17 | C    | Spagna      | Gabri Veiga       | 27 maggio 2002 (23 anni)               |
| 19 | A    | Camerun     | Danny Namaso      | 28 agosto 2000 (24 anni)               |
| 20 | C    | Portogallo  | André Franco      | 12 aprile 1998 (27 anni)               |
| 22 | C    | Argentina   | Alan Varela       | 4 luglio 2001 (23 anni)                |
| 23 | D    | Portogallo  | João Mário        | 3 gennaio 2000 (25 anni)               |
| 24 | D    | Argentina   | Nehuén Pérez      | 24 giugno 2000 (24 anni)               |
| 25 | C    | Argentina   | Tomás Pérez       | 26 agosto 2005 (19 anni)               |
| 27 | A    | Turchia     | Deniz Gül         | 2 luglio 2004 (20 anni)                |
| 47 | A    | Spagna      | Ángel Alarcón     | 15 maggio 2004 (21 anni)               |
| 51 | P    | Portogallo  | Diogo Fernandes   | 17 febbraio 2005 (20 anni)             |
| 52 | D    | Portogallo  | Martim Fernandes  | 18 gennaio 2006 (19 anni)              |
| 68 | C    | Portogallo  | André Oliveira    | 1º ottobre 2005 (19 anni)              |
| 70 | A    | Portogallo  | Gonçalo Borges    | 29 marzo 2001 (24 anni)                |
| 73 | D    | Portogallo  | Gabriel Brás      | 25 marzo 2004 (21 anni)                |
| 74 | D    | Portogallo  | Francisco Moura   | 16 agosto 1999 (25 anni)               |
| 79 | A    | Croazia     | Leonardo Vonić    | 10 luglio 2003 (21 anni)               |
| 86 | A    | Portogallo  | Rodrigo Mora      | 5 maggio 2007 (18 anni)                |
| 87 | A    | Colombia    | Brayan Caicedo    | 14 agosto 2006 (18 anni)               |
| 88 | C    | Angola      | Domingos Andrade  | 7 maggio 2003 (22 anni)                |
| 90 | C    | Portogallo  | Gil Martins       | 12 maggio 2006 (19 anni)               |
| 92 | C    | Portogallo  | João Teixeira     | 9 aprile 2006 (19 anni)                |
| 94 | P    | Brasile     | Samuel Portugal   | 29 marzo 1994 (31 anni)                |
| 97 | D    | Portogallo  | Zé Pedro          | 6 giugno 1997 (28 anni)                |
| 99 | P    | Portogallo  | Diogo Costa       | 19 settembre 1999 (25 anni) (capitano) |

## Gruppo B

### Atlético Madrid
Allenatore:  Diego Simeone
| N. | Pos. | Nazionalità | Giocatore         | Data nascita (età)                  |
| -- | ---- | ----------- | ----------------- | ----------------------------------- |
| 1  | P    | Argentina   | Juan Musso        | 6 maggio 1994 (31 anni)             |
| 2  | D    | Uruguay     | José Giménez      | 20 gennaio 1995 (30 anni)           |
| 3  | D    | Spagna      | César Azpilicueta | 28 agosto 1989 (35 anni)            |
| 4  | C    | Inghilterra | Conor Gallagher   | 6 febbraio 2000 (25 anni)           |
| 5  | C    | Argentina   | Rodrigo de Paul   | 24 maggio 1994 (31 anni)            |
| 6  | C    | Spagna      | Koke              | 8 gennaio 1992 (33 anni) (capitano) |
| 7  | A    | Francia     | Antoine Griezmann | 21 marzo 1991 (34 anni)             |
| 8  | C    | Spagna      | Pablo Barrios     | 15 giugno 2003 (21 anni)            |
| 9  | A    | Norvegia    | Alexander Sørloth | 5 dicembre 1995 (29 anni)           |
| 10 | A    | Argentina   | Ángel Correa      | 9 marzo 1995 (30 anni)              |
| 11 | C    | Francia     | Thomas Lemar      | 12 novembre 1995 (29 anni)          |
| 12 | C    | Brasile     | Samuel Lino       | 23 dicembre 1999 (25 anni)          |
| 13 | P    | Slovenia    | Jan Oblak         | 7 gennaio 1993 (32 anni)            |
| 14 | C    | Spagna      | Marcos Llorente   | 30 gennaio 1995 (30 anni)           |
| 15 | D    | Francia     | Clément Lenglet   | 17 giugno 1995 (29 anni)            |
| 16 | D    | Argentina   | Nahuel Molina     | 6 aprile 1998 (27 anni)             |
| 17 | C    | Spagna      | Rodrigo Riquelme  | 2 aprile 2000 (25 anni)             |
| 18 | A    | Spagna      | Carlos Martín     | 22 aprile 2002 (23 anni)            |
| 19 | A    | Argentina   | Julián Álvarez    | 31 gennaio 2000 (25 anni)           |
| 20 | C    | Belgio      | Axel Witsel       | 12 gennaio 1989 (36 anni)           |
| 21 | D    | Spagna      | Javi Galán        | 19 novembre 1994 (30 anni)          |
| 22 | A    | Argentina   | Giuliano Simeone  | 18 dicembre 2002 (22 anni)          |
| 23 | D    | Mozambico   | Reinildo Mandava  | 21 gennaio 1994 (31 anni)           |
| 24 | D    | Spagna      | Robin Le Normand  | 11 novembre 1996 (28 anni)          |
| 27 | D    | Grecia      | Ilias Kostis      | 27 febbraio 2003 (22 anni)          |
| 29 | C    | Spagna      | Javi Serrano      | 16 gennaio 2003 (22 anni)           |
| 30 | D    | Spagna      | Javier Boñar      | 3 giugno 2005 (20 anni)             |
| 31 | P    | Spagna      | Antonio Gomis     | 20 maggio 2003 (22 anni)            |
| 32 | A    | Spagna      | Adrián Niño       | 19 giugno 2004 (20 anni)            |
| 34 | P    | Spagna      | Salvi Esquivel    | 30 settembre 2005 (19 anni)         |
| 37 | C    | Spagna      | Jano Monserrate   | 28 gennaio 2006 (19 anni)           |
| 38 | C    | Spagna      | Taufik Seidu      | 20 gennaio 2008 (17 anni)           |
| 40 | C    | Spagna      | Rayane Belaid     | 11 febbraio 2005 (20 anni)          |
| 47 | A    | Spagna      | Omar Janneh       | 23 agosto 2006 (18 anni)            |

### Botafogo
Allenatore:  Renato Paiva
| N. | Pos. | Nazionalità | Giocatore          | Data nascita (età)                 |
| -- | ---- | ----------- | ------------------ | ---------------------------------- |
| 1  | P    | Brasile     | Raul               | 28 luglio 1997 (27 anni)           |
| 2  | D    | Brasile     | Vitinho            | 23 luglio 1999 (25 anni)           |
| 4  | D    | Uruguay     | Mateo Ponte        | 24 maggio 2003 (22 anni)           |
| 5  | C    | Brasile     | Danilo Barbosa     | 28 febbraio 1996 (29 anni)         |
| 6  | C    | Brasile     | Patrick de Paula   | 8 settembre 1999 (25 anni)         |
| 7  | A    | Brasile     | Artur              | 15 febbraio 1998 (27 anni)         |
| 8  | C    | Argentina   | Álvaro Montoro     | 17 aprile 2007 (18 anni)           |
| 9  | A    | Brasile     | Rwan               | 20 maggio 2001 (24 anni)           |
| 10 | C    | Venezuela   | Jefferson Savarino | 11 novembre 1996 (28 anni)         |
| 11 | A    | Brasile     | Matheus Martins    | 16 luglio 2003 (21 anni)           |
| 12 | P    | Brasile     | John               | 13 febbraio 1996 (29 anni)         |
| 13 | D    | Brasile     | Alex Telles        | 15 dicembre 1992 (32 anni)         |
| 15 | D    | Angola      | Bastos             | 27 marzo 1991 (34 anni)            |
| 16 | A    | Brasile     | Nathan Fernandes   | 16 febbraio 2005 (20 anni)         |
| 17 | C    | Brasile     | Marlon Freitas     | 27 marzo 1995 (30 anni) (capitano) |
| 18 | C    | Brasile     | Kauê               | 22 ottobre 2004 (20 anni)          |
| 19 | A    | Brasile     | Kayke              | 19 giugno 2006 (18 anni)           |
| 20 | D    | Argentina   | Alexander Barboza  | 16 marzo 1995 (30 anni)            |
| 21 | D    | Brasile     | Marçal             | 19 febbraio 1989 (36 anni)         |
| 23 | C    | Uruguay     | Santiago Rodríguez | 8 gennaio 2000 (25 anni)           |
| 24 | P    | Brasile     | Léo Linck          | 3 marzo 2001 (24 anni)             |
| 25 | C    | Brasile     | Allan              | 8 gennaio 1991 (34 anni)           |
| 26 | C    | Brasile     | Gregore            | 2 marzo 1994 (31 anni)             |
| 28 | C    | Brasile     | Newton             | 12 marzo 2000 (25 anni)            |
| 30 | A    | Argentina   | Joaquín Correa     | 13 agosto 1994 (30 anni)           |
| 31 | D    | Brasile     | Kaio Pantaleão     | 8 settembre 1995 (29 anni)         |
| 32 | D    | Brasile     | Jair Cunha         | 7 marzo 2005 (20 anni)             |
| 39 | A    | Uruguay     | Gonzalo Mastriani  | 28 aprile 1993 (32 anni)           |
| 40 | P    | Ecuador     | Cristhian Loor     | 9 marzo 2006 (19 anni)             |
| 47 | A    | Brasile     | Jeffinho           | 30 dicembre 1999 (25 anni)         |
| 57 | D    | Brasile     | David Ricardo      | 21 dicembre 2002 (22 anni)         |
| 66 | D    | Brasile     | Cuiabano           | 16 febbraio 2003 (22 anni)         |
| 77 | C    | Brasile     | Kauan Lindes       | 28 novembre 2003 (21 anni)         |
| 98 | A    | Brasile     | Arthur Cabral      | 25 aprile 1998 (27 anni)           |
| 99 | A    | Brasile     | Igor Jesus         | 25 febbraio 2001 (24 anni)         |

### Paris Saint-Germain
Allenatore:  Luis Enrique
| N. | Pos. | Nazionalità   | Giocatore             | Data nascita (età)                  |
| -- | ---- | ------------- | --------------------- | ----------------------------------- |
| 1  | P    | Italia        | Gianluigi Donnarumma  | 25 febbraio 1999 (26 anni)          |
| 2  | D    | Marocco       | Achraf Hakimi         | 4 novembre 1998 (26 anni)           |
| 3  | D    | Francia       | Presnel Kimpembe      | 13 agosto 1995 (29 anni)            |
| 4  | D    | Brasile       | Lucas Beraldo         | 24 novembre 2003 (21 anni)          |
| 5  | D    | Brasile       | Marquinhos            | 14 maggio 1994 (31 anni) (capitano) |
| 7  | A    | Georgia       | Khvicha Kvaratskhelia | 12 febbraio 2001 (24 anni)          |
| 8  | C    | Spagna        | Fabián Ruiz           | 3 aprile 1996 (29 anni)             |
| 9  | A    | Portogallo    | Gonçalo Ramos         | 20 giugno 2001 (23 anni)            |
| 10 | A    | Francia       | Ousmane Dembélé       | 15 maggio 1997 (28 anni)            |
| 14 | A    | Francia       | Désiré Doué           | 3 giugno 2005 (20 anni)             |
| 17 | C    | Portogallo    | Vitinha               | 13 febbraio 2000 (25 anni)          |
| 19 | C    | Corea del Sud | Lee Kang-in           | 19 febbraio 2001 (24 anni)          |
| 20 | C    | Brasile       | Gabriel Moscardo      | 28 settembre 2005 (19 anni)         |
| 21 | D    | Francia       | Lucas Hernandez       | 14 febbraio 1996 (29 anni)          |
| 24 | C    | Francia       | Senny Mayulu          | 17 maggio 2006 (19 anni)            |
| 25 | D    | Portogallo    | Nuno Mendes           | 19 giugno 2002 (22 anni)            |
| 29 | A    | Francia       | Bradley Barcola       | 2 settembre 2002 (22 anni)          |
| 33 | C    | Francia       | Warren Zaïre-Emery    | 8 marzo 2006 (19 anni)              |
| 39 | P    | Russia        | Matvej Safonov        | 25 febbraio 1999 (26 anni)          |
| 42 | D    | Francia       | Yoram Zague           | 15 maggio 2006 (19 anni)            |
| 43 | D    | Francia       | Noham Kamara          | 22 gennaio 2007 (18 anni)           |
| 45 | D    | Marocco       | Naoufel El Hannach    | 7 dicembre 2006 (18 anni)           |
| 49 | A    | Francia       | Ibrahim Mbaye         | 24 gennaio 2008 (17 anni)           |
| 50 | P    | Francia       | Lucas Lavallée        | 18 febbraio 2003 (22 anni)          |
| 51 | D    | Ecuador       | Willian Pacho         | 16 ottobre 2001 (23 anni)           |
| 80 | P    | Spagna        | Arnau Tenas           | 30 maggio 2001 (24 anni)            |
| 87 | C    | Portogallo    | João Neves            | 27 settembre 2004 (20 anni)         |

### Seattle Sounders
Allenatore:  Brian Schmetzer
| N. | Pos. | Nazionalità    | Giocatore           | Data nascita (età)                  |
| -- | ---- | -------------- | ------------------- | ----------------------------------- |
| 3  | D    | Stati Uniti    | Travian Sousa       | 19 settembre 2001 (23 anni)         |
| 5  | D    | Camerun        | Nouhou Tolo         | 23 giugno 1997 (27 anni)            |
| 6  | C    | Brasile        | João Paulo          | 8 marzo 1991 (34 anni)              |
| 7  | C    | Stati Uniti    | Cristian Roldan     | 3 giugno 1995 (30 anni)             |
| 9  | A    | Stati Uniti    | Jesús Ferreira      | 24 dicembre 2000 (24 anni)          |
| 10 | A    | Argentina      | Pedro de la Vega    | 7 febbraio 2001 (24 anni)           |
| 11 | C    | Slovacchia     | Albert Rusnák       | 7 luglio 1994 (30 anni)             |
| 13 | A    | Stati Uniti    | Jordan Morris       | 26 ottobre 1994 (30 anni)           |
| 14 | A    | Stati Uniti    | Paul Rothrock       | 9 gennaio 1999 (26 anni)            |
| 15 | D    | Giamaica       | Jon Bell            | 26 agosto 1997 (27 anni)            |
| 16 | D    | El Salvador    | Alex Roldán         | 28 luglio 1996 (28 anni)            |
| 18 | C    | Messico        | Obed Vargas         | 5 agosto 2005 (19 anni)             |
| 19 | A    | Stati Uniti    | Danny Musovski      | 30 novembre 1995 (29 anni)          |
| 20 | D    | Corea del Sud  | Kim Kee-hee         | 13 luglio 1989 (35 anni)            |
| 21 | C    | Stati Uniti    | Reed Baker-Whiting  | 31 marzo 2005 (20 anni)             |
| 24 | P    | Stati Uniti    | Stefan Frei         | 20 aprile 1986 (39 anni) (capitano) |
| 25 | D    | Stati Uniti    | Jackson Ragen       | 24 settembre 1998 (26 anni)         |
| 26 | P    | Stati Uniti    | Andrew Thomas       | 1º settembre 1998 (26 anni)         |
| 28 | D    | Colombia       | Yeimar Gómez        | 30 giugno 1992 (32 anni)            |
| 29 | P    | Stati Uniti    | Jacob Castro        | 18 dicembre 1999 (25 anni)          |
| 33 | D    | Stati Uniti    | Cody Baker          | 7 gennaio 2004 (21 anni)            |
| 75 | C    | Stati Uniti    | Danny Leyva         | 5 maggio 2003 (22 anni)             |
| 77 | A    | Inghilterra    | Ryan Kent           | 11 novembre 1996 (28 anni)          |
| 85 | D    | Stati Uniti    | Kalani Kossa-Rienzi | 27 giugno 2002 (22 anni)            |
| 93 | A    | Costa d'Avorio | Georgi Minoungou    | 25 luglio 2002 (22 anni)            |
| 95 | A    | Guyana         | Osaze De Rosario    | 19 luglio 2001 (23 anni)            |

## Gruppo C

### Auckland City
Allenatore:  Paul Posa
| N. | Pos. | Nazionalità   | Giocatore          | Data nascita (età)                  |
| -- | ---- | ------------- | ------------------ | ----------------------------------- |
| 1  | P    | Nuova Zelanda | Conor Tracey       | 13 aprile 1997 (28 anni)            |
| 2  | D    | Nuova Zelanda | Mario Ilich        | 23 giugno 1995 (29 anni) (capitano) |
| 3  | D    | Nuova Zelanda | Adam Mitchell      | 1º giugno 1996 (29 anni)            |
| 4  | D    | Nuova Zelanda | Christian Gray     | 29 novembre 1996 (28 anni)          |
| 5  | D    | Nuova Zelanda | Nikko Boxall       | 24 febbraio 1992 (33 anni)          |
| 6  | C    | Nuova Zelanda | Jackson Manuel     | 24 febbraio 2003 (22 anni)          |
| 7  | A    | Nuova Zelanda | Myer Bevan         | 23 aprile 1997 (28 anni)            |
| 8  | C    | Spagna        | Gerard Garriga     | 28 maggio 1993 (32 anni)            |
| 9  | A    | Nuova Zelanda | Angus Kilkolly     | 18 aprile 1996 (29 anni)            |
| 10 | A    | Nuova Zelanda | Dylan Manickum     | 16 giugno 1992 (32 anni)            |
| 11 | A    | Nuova Zelanda | Ryan De Vries      | 14 settembre 1991 (33 anni)         |
| 12 | D    | Kosovo        | Regont Murati      | 14 maggio 1996 (29 anni)            |
| 13 | D    | Nuova Zelanda | Nathan Lobo        | 16 dicembre 2002 (22 anni)          |
| 14 | C    | Nuova Zelanda | Jordan Vale        | 15 gennaio 1994 (31 anni)           |
| 15 | C    | Nuova Zelanda | Jeremy Foo         | 7 marzo 2007 (18 anni)              |
| 16 | A    | Nuova Zelanda | Joseph Lee         | 12 luglio 2002 (22 anni)            |
| 17 | A    | Colombia      | Jerson Lagos       | 1º novembre 2002 (22 anni)          |
| 18 | P    | Uruguay       | Sebastián Ciganda  | 30 agosto 1993 (31 anni)            |
| 19 | D    | Irlanda       | Dylan Connolly     | 16 maggio 2000 (25 anni)            |
| 20 | C    | Nuova Zelanda | Matt Ellis         | 27 febbraio 2001 (24 anni)          |
| 21 | D    | Nuova Zelanda | Adam Bell          | 12 febbraio 2004 (21 anni)          |
| 22 | C    | Cina          | Zhou Tong          | 12 gennaio 1990 (35 anni)           |
| 23 | D    | Nuova Zelanda | Alfie Rogers       | 6 febbraio 1995 (30 anni)           |
| 24 | P    | Nuova Zelanda | Nathan Garrow      | 29 novembre 2004 (20 anni)          |
| 25 | C    | Nuova Zelanda | Michael den Heijer | 14 aprile 1996 (29 anni)            |
| 26 | A    | Nuova Zelanda | David Yoo          | 7 dicembre 1999 (25 anni)           |
| 27 | A    | Nuova Zelanda | Haris Zeb          | 15 maggio 2001 (24 anni)            |

### Bayern Monaco
Allenatore:  Vincent Kompany
| N. | Pos. | Nazionalità   | Giocatore             | Data nascita (età)                 |
| -- | ---- | ------------- | --------------------- | ---------------------------------- |
| 1  | P    | Germania      | Manuel Neuer          | 27 marzo 1986 (39 anni) (capitano) |
| 2  | D    | Francia       | Dayot Upamecano       | 27 ottobre 1998 (26 anni)          |
| 3  | D    | Corea del Sud | Kim Min-jae           | 15 novembre 1996 (28 anni)         |
| 4  | D    | Germania      | Jonathan Tah          | 11 febbraio 1996 (29 anni)         |
| 6  | C    | Germania      | Joshua Kimmich        | 8 febbraio 1995 (30 anni)          |
| 7  | A    | Germania      | Serge Gnabry          | 14 luglio 1995 (29 anni)           |
| 8  | C    | Germania      | Leon Goretzka         | 6 febbraio 1995 (30 anni)          |
| 9  | A    | Inghilterra   | Harry Kane            | 28 luglio 1993 (31 anni)           |
| 10 | A    | Germania      | Leroy Sané            | 11 gennaio 1996 (29 anni)          |
| 11 | A    | Francia       | Kingsley Coman        | 13 giugno 1996 (29 anni)           |
| 15 | D    | Inghilterra   | Eric Dier             | 15 gennaio 1994 (31 anni)          |
| 16 | C    | Portogallo    | João Palhinha         | 9 luglio 1995 (29 anni)            |
| 17 | A    | Francia       | Michael Olise         | 12 dicembre 2001 (23 anni)         |
| 18 | P    | Israele       | Daniel Peretz         | 10 luglio 2000 (24 anni)           |
| 20 | C    | Germania      | Tom Bischof           | 28 giugno 2005 (19 anni)           |
| 22 | D    | Portogallo    | Raphaël Guerreiro     | 22 dicembre 1993 (31 anni)         |
| 23 | D    | Francia       | Sacha Boey            | 13 settembre 2000 (24 anni)        |
| 24 | A    | Croazia       | Gabriel Vidović       | 1º dicembre 2003 (21 anni)         |
| 25 | A    | Germania      | Thomas Müller         | 13 settembre 1989 (35 anni)        |
| 27 | C    | Austria       | Konrad Laimer         | 27 maggio 1997 (28 anni)           |
| 30 | D    | Germania      | Cassiano Kiala        | 11 gennaio 2009 (16 anni)          |
| 35 | C    | Germania      | Maurice Krattenmacher | 11 agosto 2005 (19 anni)           |
| 36 | A    | Germania      | Wisdom Mike           | 24 settembre 2008 (16 anni)        |
| 40 | P    | Germania      | Jonas Urbig           | 8 agosto 2003 (21 anni)            |
| 41 | A    | Svezia        | Jonah Kusi-Asare      | 4 luglio 2007 (17 anni)            |
| 42 | C    | Germania      | Jamal Musiala         | 26 febbraio 2003 (22 anni)         |
| 44 | D    | Croazia       | Josip Stanišić        | 2 aprile 2000 (25 anni)            |
| 45 | C    | Germania      | Aleksandar Pavlović   | 3 maggio 2004 (21 anni)            |
| 46 | C    | Germania      | Lennart Karl          | 22 febbraio 2008 (17 anni)         |
| 47 | C    | Portogallo    | David Santos          | 10 gennaio 2007 (18 anni)          |
| 48 | P    | Germania      | Leon Klanac           | 1º marzo 2007 (18 anni)            |
| 49 | D    | Marocco       | Adam Aznou            | 2 giugno 2006 (19 anni)            |

### Benfica
Allenatore:  Bruno Lage
| N. | Pos. | Nazionalità | Giocatore           | Data nascita (età)                    |
| -- | ---- | ----------- | ------------------- | ------------------------------------- |
| 1  | P    | Ucraina     | Anatolij Trubin     | 1º agosto 2001 (23 anni)              |
| 3  | D    | Spagna      | Álvaro Fernández    | 23 marzo 2003 (22 anni)               |
| 4  | D    | Portogallo  | António Silva       | 30 ottobre 2003 (21 anni)             |
| 8  | C    | Norvegia    | Fredrik Aursnes     | 10 dicembre 1995 (29 anni)            |
| 10 | C    | Turchia     | Orkun Kökçü         | 29 dicembre 2000 (24 anni)            |
| 11 | A    | Argentina   | Ángel Di María      | 14 febbraio 1988 (37 anni)            |
| 14 | A    | Grecia      | Vangelis Pavlidis   | 21 novembre 1998 (26 anni)            |
| 17 | A    | Turchia     | Kerem Aktürkoğlu    | 21 ottobre 1998 (26 anni)             |
| 18 | C    | Lussemburgo | Leandro Barreiro    | 3 gennaio 2000 (25 anni)              |
| 19 | A    | Italia      | Andrea Belotti      | 20 dicembre 1993 (31 anni)            |
| 21 | A    | Norvegia    | Andreas Schjelderup | 1º giugno 2004 (21 anni)              |
| 25 | A    | Argentina   | Gianluca Prestianni | 31 gennaio 2006 (19 anni)             |
| 26 | D    | Svezia      | Samuel Dahl         | 4 marzo 2003 (22 anni)                |
| 27 | A    | Portogallo  | Bruma               | 24 ottobre 1994 (30 anni)             |
| 30 | D    | Argentina   | Nicolás Otamendi    | 12 febbraio 1988 (37 anni) (capitano) |
| 47 | A    | Portogallo  | Tiago Gouveia       | 18 giugno 2001 (23 anni)              |
| 50 | P    | Portogallo  | Diogo Ferreira      | 10 febbraio 2007 (18 anni)            |
| 58 | D    | Portogallo  | Rui Silva           | 18 marzo 2007 (18 anni)               |
| 61 | C    | Portogallo  | Florentino Luís     | 19 agosto 1999 (25 anni)              |
| 64 | D    | Portogallo  | Gonçalo Oliveira    | 4 luglio 2006 (18 anni)               |
| 66 | D    | Stati Uniti | Joshua Wynder       | 2 maggio 2005 (20 anni)               |
| 68 | C    | Portogallo  | João Veloso         | 26 giugno 2005 (19 anni)              |
| 71 | D    | Portogallo  | Leandro Santos      | 28 settembre 2005 (19 anni)           |
| 75 | P    | Portogallo  | André Gomes         | 20 ottobre 2004 (20 anni)             |
| 81 | D    | Albania     | Adrian Bajrami      | 5 aprile 2002 (23 anni)               |
| 83 | C    | Portogallo  | Rafael Luís         | 18 febbraio 2005 (20 anni)            |
| 84 | A    | Portogallo  | João Rego           | 20 giugno 2005 (19 anni)              |
| 85 | C    | Portogallo  | Renato Sanches      | 18 agosto 1997 (27 anni)              |
| 86 | C    | Portogallo  | Diogo Prioste       | 26 marzo 2004 (21 anni)               |
| 94 | A    | Portogallo  | Eduardo Fernandes   | 24 marzo 2007 (18 anni)               |

### Boca Juniors
Allenatore:  Miguel Ángel Russo
| N. | Pos. | Nazionalità | Giocatore           | Data nascita (età)                    |
| -- | ---- | ----------- | ------------------- | ------------------------------------- |
| 1  | P    | Argentina   | Sergio Romero       | 22 febbraio 1987 (38 anni)            |
| 3  | D    | Uruguay     | Marcelo Saracchi    | 23 aprile 1998 (27 anni)              |
| 4  | D    | Argentina   | Nicolás Figal       | 3 aprile 1994 (31 anni)               |
| 5  | C    | Argentina   | Rodrigo Battaglia   | 12 luglio 1991 (33 anni)              |
| 6  | D    | Argentina   | Marcos Rojo         | 20 marzo 1990 (35 anni)               |
| 7  | A    | Argentina   | Exequiel Zeballos   | 24 aprile 2002 (23 anni)              |
| 8  | C    | Cile        | Carlos Palacios     | 20 luglio 2000 (24 anni)              |
| 9  | A    | Argentina   | Milton Giménez      | 12 agosto 1996 (28 anni)              |
| 10 | A    | Uruguay     | Edinson Cavani      | 14 febbraio 1987 (38 anni) (capitano) |
| 11 | A    | Argentina   | Lucas Janson        | 16 agosto 1994 (30 anni)              |
| 12 | P    | Argentina   | Leandro Brey        | 21 settembre 2002 (22 anni)           |
| 13 | P    | Argentina   | Javier García       | 29 gennaio 1987 (38 anni)             |
| 14 | C    | Argentina   | Ignacio Miramón     | 12 giugno 2003 (22 anni)              |
| 15 | C    | Cile        | Williams Alarcón    | 29 novembre 2000 (24 anni)            |
| 16 | A    | Uruguay     | Miguel Merentiel    | 24 febbraio 1996 (29 anni)            |
| 17 | D    | Perù        | Luis Advíncula      | 2 marzo 1990 (35 anni)                |
| 18 | D    | Colombia    | Frank Fabra         | 22 febbraio 1991 (34 anni)            |
| 19 | C    | Argentina   | Agustín Martegani   | 20 maggio 2000 (25 anni)              |
| 20 | C    | Argentina   | Alan Velasco        | 27 luglio 2002 (22 anni)              |
| 21 | C    | Spagna      | Ander Herrera       | 14 agosto 1989 (35 anni)              |
| 22 | C    | Argentina   | Kevin Zenón         | 30 luglio 2001 (23 anni)              |
| 23 | D    | Argentina   | Lautaro Blanco      | 19 febbraio 1999 (26 anni)            |
| 24 | D    | Argentina   | Juan Barinaga       | 10 ottobre 2000 (24 anni)             |
| 25 | P    | Argentina   | Agustín Marchesín   | 16 marzo 1988 (37 anni)               |
| 26 | D    | Argentina   | Marco Pellegrino    | 18 luglio 2002 (22 anni)              |
| 27 | C    | Argentina   | Malcom Braida       | 17 maggio 1997 (28 anni)              |
| 30 | C    | Argentina   | Tomás Belmonte      | 27 maggio 1998 (27 anni)              |
| 32 | D    | Argentina   | Ayrton Costa        | 12 luglio 1999 (25 anni)              |
| 33 | A    | Argentina   | Brian Aguirre       | 6 gennaio 2003 (22 anni)              |
| 34 | D    | Argentina   | Mateo Mendía        | 3 febbraio 2004 (21 anni)             |
| 38 | C    | Argentina   | Camilo Rey Domenech | 10 marzo 2006 (19 anni)               |
| 40 | D    | Argentina   | Lautaro Di Lollo    | 10 marzo 2004 (21 anni)               |
| 42 | D    | Svizzera    | Lucas Blondel       | 14 settembre 1996 (28 anni)           |
| 43 | C    | Argentina   | Milton Delgado      | 16 giugno 2005 (19 anni)              |
| 51 | C    | Argentina   | Santiago Dalmasso   | 18 giugno 2004 (20 anni)              |

## Gruppo D

### Chelsea
Allenatore:  Enzo Maresca
| N. | Pos. | Nazionalità | Giocatore             | Data nascita (età)                   |
| -- | ---- | ----------- | --------------------- | ------------------------------------ |
| 1  | P    | Spagna      | Robert Sánchez        | 18 novembre 1997 (27 anni)           |
| 3  | D    | Spagna      | Marc Cucurella        | 22 luglio 1998 (26 anni)             |
| 4  | D    | Inghilterra | Tosin Adarabioyo      | 24 settembre 1997 (27 anni)          |
| 5  | D    | Francia     | Benoît Badiashile     | 26 marzo 2001 (24 anni)              |
| 6  | D    | Inghilterra | Levi Colwill          | 26 febbraio 2003 (22 anni)           |
| 7  | A    | Portogallo  | Pedro Neto            | 9 marzo 2000 (25 anni)               |
| 8  | C    | Argentina   | Enzo Fernández        | 17 gennaio 2001 (24 anni)            |
| 9  | A    | Inghilterra | Liam Delap            | 8 febbraio 2003 (22 anni)            |
| 10 | C    | Inghilterra | Cole Palmer           | 6 maggio 2002 (23 anni)              |
| 11 | A    | Inghilterra | Noni Madueke          | 10 marzo 2002 (23 anni)              |
| 12 | P    | Danimarca   | Filip Jørgensen       | 16 aprile 2002 (23 anni)             |
| 14 | C    | Portogallo  | Dário Essugo          | 14 marzo 2005 (20 anni)              |
| 15 | A    | Senegal     | Nicolas Jackson       | 20 giugno 2001 (23 anni)             |
| 17 | C    | Brasile     | Andrey Santos         | 3 maggio 2004 (21 anni)              |
| 18 | A    | Francia     | Christopher Nkunku    | 14 novembre 1997 (27 anni)           |
| 19 | D    | Francia     | Mamadou Sarr          | 29 agosto 2005 (19 anni)             |
| 20 | A    | Brasile     | João Pedro            | 26 settembre 2001 (23 anni)          |
| 22 | C    | Inghilterra | Kiernan Dewsbury-Hall | 6 settembre 1998 (26 anni)           |
| 23 | D    | Inghilterra | Trevoh Chalobah       | 5 luglio 1999 (25 anni)              |
| 24 | D    | Inghilterra | Reece James           | 8 dicembre 1999 (25 anni) (capitano) |
| 25 | C    | Ecuador     | Moisés Caicedo        | 2 novembre 2001 (23 anni)            |
| 27 | D    | Francia     | Malo Gusto            | 19 maggio 2003 (22 anni)             |
| 30 | D    | Argentina   | Aaron Anselmino       | 29 aprile 2005 (20 anni)             |
| 32 | A    | Inghilterra | Tyrique George        | 4 febbraio 2006 (19 anni)            |
| 34 | D    | Inghilterra | Josh Acheampong       | 5 maggio 2006 (19 anni)              |
| 38 | A    | Spagna      | Marc Guiu             | 4 gennaio 2006 (19 anni)             |
| 39 | P    | Belgio      | Mike Penders          | 31 luglio 2005 (19 anni)             |
| 44 | P    | Stati Uniti | Gabriel Slonina       | 15 maggio 2004 (21 anni)             |
| 45 | C    | Belgio      | Roméo Lavia           | 6 gennaio 2004 (21 anni)             |

### Espérance
Allenatore:  Maher Kanzari
| N. | Pos. | Nazionalità    | Giocatore                | Data nascita (età)                 |
| -- | ---- | -------------- | ------------------------ | ---------------------------------- |
| 1  | P    | Tunisia        | Amanallah Memmiche       | 20 aprile 2004 (21 anni)           |
| 2  | C    | Tunisia        | Mohamed Ben Ali          | 16 febbraio 1995 (30 anni)         |
| 3  | D    | Tunisia        | Koussay Smiri            | 17 luglio 2004 (20 anni)           |
| 4  | C    | Tunisia        | Mohamed Wael Derbali     | 18 giugno 2003 (21 anni)           |
| 5  | D    | Tunisia        | Yassine Meriah           | 2 luglio 1993 (31 anni) (capitano) |
| 6  | D    | Tunisia        | Hamza Jelassi            | 29 settembre 1991 (33 anni)        |
| 8  | C    | Tunisia        | Houssem Tka              | 16 agosto 2000 (24 anni)           |
| 9  | A    | Brasile        | Rodrigo Rodrigues        | 18 giugno 1996 (28 anni)           |
| 10 | C    | Brasile        | Yan Sasse                | 24 giugno 1997 (27 anni)           |
| 11 | C    | Algeria        | Youcef Belaïli           | 14 marzo 1992 (33 anni)            |
| 12 | A    | Tunisia        | Haythem Dhaou            | 12 gennaio 2005 (20 anni)          |
| 13 | D    | Tunisia        | Raed Bouchniba           | 25 settembre 2003 (21 anni)        |
| 14 | C    | Nigeria        | Onuche Ogbelu            | 10 maggio 2003 (22 anni)           |
| 15 | D    | Algeria        | Mohamed Amine Tougai     | 22 gennaio 2000 (25 anni)          |
| 16 | P    | Tunisia        | Mokhtar Ifaoui           | 2 marzo 2003 (22 anni)             |
| 17 | C    | Tunisia        | Zakaria El Ayeb          | 15 gennaio 2003 (22 anni)          |
| 19 | A    | Tunisia        | Achref Jabri             | 26 dicembre 2001 (23 anni)         |
| 20 | D    | Tunisia        | Mohamed Amine Ben Hamida | 15 dicembre 1995 (29 anni)         |
| 21 | C    | Costa d'Avorio | Abdramane Konaté         | 25 giugno 2006 (18 anni)           |
| 22 | D    | Tunisia        | Ayman Ben Mohamed        | 8 dicembre 1994 (30 anni)          |
| 24 | A    | Sudafrica      | Elias Mokwana            | 8 settembre 1999 (25 anni)         |
| 25 | D    | Svezia         | Elyas Bouzaiene          | 8 settembre 1997 (27 anni)         |
| 26 | P    | Tunisia        | Mohamed Sedki Debchi     | 28 ottobre 1999 (25 anni)          |
| 28 | A    | Tunisia        | Zinedine Kada            | 1º agosto 2005 (19 anni)           |
| 30 | A    | Tunisia        | Koussay Maacha           | 21 maggio 2007 (18 anni)           |
| 32 | P    | Tunisia        | Bechir Ben Saïd          | 29 novembre 1992 (32 anni)         |
| 35 | D    | Tunisia        | Aziz Koudhai             | 7 agosto 2004 (20 anni)            |
| 36 | A    | Tunisia        | Chiheb Jebali            | 26 maggio 1996 (29 anni)           |
| 37 | A    | Belgio         | Mohamed Mouhli           | 13 settembre 1998 (26 anni)        |
| 38 | C    | Tunisia        | Khalil Guenichi          | 11 dicembre 2002 (22 anni)         |
| 39 | A    | Tunisia        | Mohamed Rayane Hamrouni  | 29 gennaio 2003 (22 anni)          |
| 40 | A    | Mali           | Aboubacar Diakité        | 31 dicembre 2006 (18 anni)         |

### Flamengo
Allenatore:  Filipe Luís
| N. | Pos. | Nazionalità | Giocatore              | Data nascita (età)                  |
| -- | ---- | ----------- | ---------------------- | ----------------------------------- |
| 1  | P    | Argentina   | Agustín Rossi          | 21 agosto 1995 (29 anni)            |
| 2  | D    | Uruguay     | Guillermo Varela       | 24 marzo 1993 (32 anni)             |
| 3  | D    | Brasile     | Léo Ortiz              | 3 gennaio 1996 (29 anni)            |
| 4  | D    | Brasile     | Léo Pereira            | 31 gennaio 1996 (29 anni)           |
| 5  | C    | Cile        | Erick Pulgar           | 15 gennaio 1994 (31 anni)           |
| 6  | D    | Brasile     | Ayrton Lucas           | 19 giugno 1997 (27 anni)            |
| 7  | A    | Brasile     | Luiz Araújo            | 2 giugno 1996 (29 anni)             |
| 8  | C    | Brasile     | Gerson                 | 20 maggio 1997 (28 anni) (capitano) |
| 9  | A    | Brasile     | Pedro                  | 20 giugno 1997 (27 anni)            |
| 10 | C    | Uruguay     | Giorgian De Arrascaeta | 1º giugno 1994 (31 anni)            |
| 11 | A    | Brasile     | Everton                | 22 marzo 1996 (29 anni)             |
| 13 | D    | Brasile     | Danilo                 | 15 luglio 1991 (33 anni)            |
| 17 | D    | Uruguay     | Matías Viña            | 9 novembre 1997 (27 anni)           |
| 18 | C    | Uruguay     | Nicolás De La Cruz     | 1º giugno 1997 (28 anni)            |
| 19 | A    | Brasile     | Lorran                 | 4 luglio 2006 (18 anni)             |
| 20 | C    | Brasile     | Matheus Gonçalves      | 18 agosto 2005 (19 anni)            |
| 21 | C    | Italia      | Jorginho               | 20 dicembre 1991 (33 anni)          |
| 23 | A    | Brasile     | Juninho                | 21 novembre 1996 (28 anni)          |
| 25 | P    | Brasile     | Matheus Cunha          | 24 maggio 2001 (24 anni)            |
| 26 | D    | Brasile     | Alex Sandro            | 26 gennaio 1991 (34 anni)           |
| 27 | A    | Brasile     | Bruno Henrique         | 30 dicembre 1990 (34 anni)          |
| 29 | C    | Brasile     | Allan                  | 3 marzo 1997 (28 anni)              |
| 30 | A    | Brasile     | Michael                | 12 marzo 1996 (29 anni)             |
| 33 | D    | Brasile     | Cleiton                | 25 aprile 2003 (22 anni)            |
| 43 | D    | Brasile     | Wesley França          | 6 settembre 2003 (21 anni)          |
| 47 | A    | Brasile     | Guilherme Gomes        | 2 febbraio 2006 (19 anni)           |
| 49 | P    | Brasile     | Dyogo Alves            | 9 gennaio 2004 (21 anni)            |
| 50 | A    | Ecuador     | Gonzalo Plata          | 1º novembre 2000 (24 anni)          |
| 51 | D    | Brasile     | Daniel Sales           | 23 giugno 2006 (18 anni)            |
| 52 | C    | Brasile     | Evertton Araújo        | 28 febbraio 2003 (22 anni)          |
| 56 | C    | Brasile     | Pablo Lúcio            | 12 aprile 2007 (18 anni)            |
| 58 | P    | Brasile     | Léo Nannetti           | 21 agosto 2007 (17 anni)            |
| 61 | D    | Brasile     | João Victor            | 1º gennaio 2007 (18 anni)           |
| 64 | A    | Brasile     | Wallace Yan            | 8 febbraio 2005 (20 anni)           |
| 79 | C    | Brasile     | Joshua                 | 26 maggio 2007 (18 anni)            |

### Los Angeles FC
Allenatore:  Steve Cherundolo
| N. | Pos. | Nazionalità | Giocatore          | Data nascita (età)                   |
| -- | ---- | ----------- | ------------------ | ------------------------------------ |
| 1  | P    | Francia     | Hugo Lloris        | 26 dicembre 1986 (38 anni)           |
| 4  | D    | Colombia    | Eddie Segura       | 2 febbraio 1997 (28 anni)            |
| 5  | D    | Brasile     | Marlon             | 7 settembre 1995 (29 anni)           |
| 6  | C    | Brasile     | Igor Jesus         | 7 marzo 2003 (22 anni)               |
| 8  | C    | Stati Uniti | Mark Delgado       | 16 maggio 1995 (30 anni)             |
| 9  | A    | Francia     | Olivier Giroud     | 30 settembre 1986 (38 anni)          |
| 11 | C    | Stati Uniti | Timothy Tillman    | 4 gennaio 1999 (26 anni)             |
| 12 | P    | Canada      | Thomas Hasal       | 9 luglio 1999 (25 anni)              |
| 14 | D    | Spagna      | Sergi Palencia     | 23 marzo 1996 (29 anni)              |
| 15 | D    | Italia      | Lorenzo Dellavalle | 4 aprile 2004 (21 anni)              |
| 17 | A    | Stati Uniti | Jeremy Ebobisse    | 14 febbraio 1997 (28 anni)           |
| 18 | P    | Messico     | David Ochoa        | 16 gennaio 2001 (24 anni)            |
| 20 | C    | Ghana       | Yaw Yeboah         | 28 marzo 1997 (28 anni)              |
| 21 | D    | Canada      | Ryan Raposo        | 5 marzo 1999 (26 anni)               |
| 23 | C    | Stati Uniti | Frankie Amaya      | 26 settembre 2000 (24 anni)          |
| 24 | D    | Stati Uniti | Ryan Hollingshead  | 16 aprile 1991 (34 anni)             |
| 25 | D    | Lussemburgo | Maxime Chanot      | 21 novembre 1989 (35 anni)           |
| 26 | A    | Paesi Bassi | Javairô Dilrosun   | 22 giugno 1998 (26 anni)             |
| 27 | A    | El Salvador | Nathan Ordaz       | 12 gennaio 2004 (21 anni)            |
| 29 | D    | Ucraina     | Artem Smolyakov    | 29 maggio 2003 (22 anni)             |
| 30 | A    | Venezuela   | David Martínez     | 7 febbraio 2006 (19 anni)            |
| 31 | P    | Stati Uniti | Cabral Carter      | 5 luglio 2004 (20 anni)              |
| 33 | D    | Stati Uniti | Aaron Long         | 12 ottobre 1992 (32 anni) (capitano) |
| 43 | C    | Stati Uniti | Adam Saldana       | 7 febbraio 2002 (23 anni)            |
| 45 | D    | Stati Uniti | Kenny Nielsen      | 13 febbraio 2002 (23 anni)           |
| 56 | C    | Stati Uniti | Jude Terry         | 8 ottobre 2008 (16 anni)             |
| 70 | C    | Guatemala   | Matt Evans         | 25 maggio 2006 (19 anni)             |
| 77 | A    | Stati Uniti | Adrian Wibowo      | 17 gennaio 2006 (19 anni)            |
| 80 | C    | Norvegia    | Odin Thiago Holm   | 18 gennaio 2003 (22 anni)            |
| 91 | D    | Stati Uniti | Nkosi Tafari       | 23 marzo 1997 (28 anni)              |
| 99 | A    | Gabon       | Denis Bouanga      | 11 novembre 1994 (30 anni)           |

## Gruppo E

### Inter
Allenatore:  Cristian Chivu
| N. | Pos. | Nazionalità | Giocatore              | Data nascita (età)                  |
| -- | ---- | ----------- | ---------------------- | ----------------------------------- |
| 1  | P    | Svizzera    | Yann Sommer            | 17 dicembre 1988 (36 anni)          |
| 2  | C    | Paesi Bassi | Denzel Dumfries        | 18 aprile 1996 (29 anni)            |
| 6  | D    | Paesi Bassi | Stefan de Vrij         | 5 febbraio 1992 (33 anni)           |
| 7  | C    | Polonia     | Piotr Zieliński        | 20 maggio 1994 (31 anni)            |
| 8  | C    | Croazia     | Petar Sučić            | 25 ottobre 2003 (21 anni)           |
| 9  | A    | Francia     | Marcus Thuram          | 6 agosto 1997 (27 anni)             |
| 10 | A    | Argentina   | Lautaro Martínez       | 22 agosto 1997 (27 anni) (capitano) |
| 11 | C    | Brasile     | Luis Henrique          | 14 dicembre 2001 (23 anni)          |
| 12 | P    | Italia      | Raffaele Di Gennaro    | 3 ottobre 1993 (31 anni)            |
| 13 | P    | Spagna      | Josep Martínez         | 27 maggio 1998 (27 anni)            |
| 15 | D    | Italia      | Francesco Acerbi       | 10 febbraio 1988 (37 anni)          |
| 16 | C    | Italia      | Davide Frattesi        | 22 settembre 1999 (25 anni)         |
| 20 | C    | Turchia     | Hakan Çalhanoğlu       | 8 febbraio 1994 (31 anni)           |
| 21 | C    | Albania     | Kristjan Asllani       | 9 marzo 2002 (23 anni)              |
| 22 | C    | Armenia     | Henrikh Mkhitaryan     | 21 gennaio 1989 (36 anni)           |
| 23 | C    | Italia      | Nicolò Barella         | 7 febbraio 1997 (28 anni)           |
| 28 | D    | Francia     | Benjamin Pavard        | 28 marzo 1996 (29 anni)             |
| 30 | D    | Brasile     | Carlos Augusto         | 7 gennaio 1999 (26 anni)            |
| 31 | D    | Germania    | Yann Aurel Bisseck     | 29 novembre 2000 (24 anni)          |
| 32 | D    | Italia      | Federico Dimarco       | 10 novembre 1997 (27 anni)          |
| 36 | D    | Italia      | Matteo Darmian         | 2 dicembre 1989 (35 anni)           |
| 40 | P    | Italia      | Alessandro Calligaris  | 7 marzo 2005 (20 anni)              |
| 42 | D    | Argentina   | Tomás Palacios         | 28 aprile 2003 (22 anni)            |
| 45 | A    | Argentina   | Valentín Carboni       | 5 marzo 2005 (20 anni)              |
| 48 | D    | Italia      | Gabriele Re Cecconi    | 25 aprile 2006 (19 anni)            |
| 49 | A    | Italia      | Giacomo De Pieri       | 29 dicembre 2006 (18 anni)          |
| 52 | C    | Italia      | Thomas Berenbruch      | 31 maggio 2005 (20 anni)            |
| 58 | D    | Italia      | Matteo Cocchi          | 1º febbraio 2007 (18 anni)          |
| 59 | C    | Polonia     | Nicola Zalewski        | 23 gennaio 2002 (23 anni)           |
| 70 | A    | Italia      | Sebastiano Esposito    | 2 luglio 2002 (22 anni)             |
| 94 | A    | Italia      | Francesco Pio Esposito | 28 giugno 2005 (19 anni)            |
| 95 | D    | Italia      | Alessandro Bastoni     | 13 aprile 1999 (26 anni)            |
| 99 | A    | Iran        | Mehdi Taremi           | 18 luglio 1992 (32 anni)            |

### Monterrey
Allenatore:  Domènec Torrent
| N. | Pos. | Nazionalità | Giocatore          | Data nascita (età)                 |
| -- | ---- | ----------- | ------------------ | ---------------------------------- |
| 1  | P    | Argentina   | Esteban Andrada    | 26 gennaio 1991 (34 anni)          |
| 2  | D    | Messico     | Ricardo Chávez     | 19 novembre 1994 (30 anni)         |
| 3  | D    | Messico     | Gerardo Arteaga    | 7 settembre 1998 (26 anni)         |
| 4  | D    | Messico     | Víctor Guzmán      | 7 marzo 2002 (23 anni)             |
| 5  | C    | Messico     | Fidel Ambríz       | 21 marzo 2003 (22 anni)            |
| 6  | C    | Colombia    | Nelson Deossa      | 6 febbraio 2000 (25 anni)          |
| 7  | A    | Messico     | Germán Berterame   | 13 novembre 1998 (26 anni)         |
| 8  | C    | Spagna      | Óliver Torres      | 10 novembre 1994 (30 anni)         |
| 10 | C    | Spagna      | Sergio Canales     | 16 febbraio 1991 (34 anni)         |
| 11 | A    | Messico     | José Alvarado      | 15 marzo 2000 (25 anni)            |
| 13 | D    | Messico     | Carlos Salcedo     | 29 settembre 1993 (31 anni)        |
| 14 | D    | Messico     | Érick Aguirre      | 23 febbraio 1997 (28 anni)         |
| 15 | D    | Messico     | Héctor Moreno      | 17 gennaio 1988 (37 anni)          |
| 16 | A    | Colombia    | Johan Rojas        | 20 settembre 2002 (22 anni)        |
| 17 | C    | Messico     | Jesús Corona       | 6 gennaio 1993 (32 anni)           |
| 19 | C    | Messico     | Jordi Cortizo      | 30 giugno 1996 (28 anni)           |
| 20 | A    | Messico     | Alfonso González   | 5 settembre 1994 (30 anni)         |
| 21 | D    | Messico     | Luis Reyes         | 3 aprile 1991 (34 anni)            |
| 22 | P    | Messico     | Luis Cárdenas      | 15 settembre 1993 (31 anni)        |
| 23 | D    | Messico     | Gustavo Sánchez    | 3 maggio 2000 (25 anni)            |
| 25 | P    | Uruguay     | Santiago Mele      | 6 settembre 1997 (27 anni)         |
| 29 | C    | Argentina   | Lucas Ocampos      | 11 luglio 1994 (30 anni)           |
| 30 | C    | Argentina   | Jorge Rodríguez    | 15 settembre 1995 (29 anni)        |
| 31 | A    | Messico     | Roberto de la Rosa | 4 gennaio 2000 (25 anni)           |
| 32 | D    | Messico     | Tony Leone         | 28 aprile 2004 (21 anni)           |
| 33 | D    | Colombia    | John Stefan Medina | 14 giugno 1992 (33 anni)           |
| 36 | A    | Messico     | Joaquín Moxica     | 27 gennaio 2006 (19 anni)          |
| 37 | C    | Messico     | Iker Fimbres       | 2 giugno 2005 (20 anni)            |
| 41 | P    | Messico     | Santiago Pérez     | 8 maggio 2004 (21 anni)            |
| 93 | D    | Spagna      | Sergio Ramos       | 30 marzo 1986 (39 anni) (capitano) |

### River Plate
Allenatore:  Marcelo Gallardo
| N. | Pos. | Nazionalità | Giocatore              | Data nascita (età)                   |
| -- | ---- | ----------- | ---------------------- | ------------------------------------ |
| 1  | P    | Argentina   | Franco Armani          | 16 ottobre 1986 (38 anni) (capitano) |
| 2  | D    | Argentina   | Federico Gattoni       | 16 febbraio 1999 (26 anni)           |
| 4  | D    | Argentina   | Gonzalo Montiel        | 1º gennaio 1997 (28 anni)            |
| 5  | C    | Argentina   | Matías Kranevitter     | 21 maggio 1993 (32 anni)             |
| 6  | D    | Argentina   | Germán Pezzella        | 27 giugno 1991 (33 anni)             |
| 7  | C    | Paraguay    | Matías Rojas           | 3 novembre 1995 (29 anni)            |
| 8  | C    | Argentina   | Maximiliano Meza       | 15 dicembre 1992 (32 anni)           |
| 9  | A    | Colombia    | Miguel Borja           | 26 gennaio 1993 (32 anni)            |
| 10 | C    | Argentina   | Manuel Lanzini         | 15 febbraio 1993 (32 anni)           |
| 11 | A    | Argentina   | Facundo Colidio        | 4 gennaio 2000 (25 anni)             |
| 13 | D    | Argentina   | Lautaro Rivero         | 1º novembre 2003 (21 anni)           |
| 14 | D    | Argentina   | Leandro González Pirez | 26 febbraio 1992 (33 anni)           |
| 15 | A    | Argentina   | Sebastián Driussi      | 9 febbraio 1996 (29 anni)            |
| 16 | D    | Argentina   | Fabricio Bustos        | 28 aprile 1996 (29 anni)             |
| 17 | D    | Cile        | Paulo Díaz             | 25 agosto 1994 (30 anni)             |
| 18 | C    | Argentina   | Pity Martínez          | 13 giugno 1993 (32 anni)             |
| 19 | A    | Cile        | Gonzalo Tapia          | 18 febbraio 2002 (23 anni)           |
| 20 | D    | Argentina   | Milton Casco           | 11 aprile 1988 (37 anni)             |
| 21 | D    | Argentina   | Marcos Acuña           | 28 ottobre 1991 (33 anni)            |
| 22 | C    | Colombia    | Kevin Castaño          | 29 settembre 2000 (24 anni)          |
| 24 | C    | Argentina   | Enzo Pérez             | 22 febbraio 1986 (39 anni)           |
| 25 | P    | Argentina   | Jeremías Ledesma       | 13 febbraio 1993 (32 anni)           |
| 26 | C    | Argentina   | Ignacio Fernández      | 12 gennaio 1990 (35 anni)            |
| 27 | A    | Argentina   | Bautista Dadín         | 20 maggio 2006 (19 anni)             |
| 28 | D    | Argentina   | Lucas Martínez Quarta  | 10 maggio 1996 (29 anni)             |
| 29 | C    | Argentina   | Rodrigo Aliendro       | 16 febbraio 1991 (34 anni)           |
| 30 | A    | Argentina   | Franco Mastantuono     | 14 agosto 2007 (17 anni)             |
| 31 | C    | Argentina   | Santiago Simón         | 13 giugno 2002 (23 anni)             |
| 34 | C    | Argentina   | Giuliano Galoppo       | 18 giugno 1999 (25 anni)             |
| 35 | C    | Argentina   | Giorgio Costantini     | 16 aprile 2006 (19 anni)             |
| 37 | P    | Argentina   | Lucas Lavagnino        | 22 agosto 2004 (20 anni)             |
| 38 | A    | Argentina   | Ian Subiabre           | 1º gennaio 2007 (18 anni)            |
| 39 | C    | Argentina   | Santiago Lencina       | 4 settembre 2005 (19 anni)           |
| 41 | P    | Argentina   | Santiago Beltrán       | 4 ottobre 2004 (20 anni)             |

### Urawa Reds
Allenatore:  Maciej Skorża
| N. | Pos. | Nazionalità | Giocatore          | Data nascita (età)                  |
| -- | ---- | ----------- | ------------------ | ----------------------------------- |
| 1  | P    | Giappone    | Shūsaku Nishikawa  | 18 giugno 1986 (38 anni)            |
| 3  | D    | Brasile     | Danilo Boza        | 6 maggio 1998 (27 anni)             |
| 4  | D    | Giappone    | Hirokazu Ishihara  | 26 febbraio 1999 (26 anni)          |
| 5  | D    | Norvegia    | Marius Høibråten   | 23 gennaio 1995 (30 anni)           |
| 6  | C    | Giappone    | Taishi Matsumoto   | 22 agosto 1998 (26 anni)            |
| 7  | A    | Giappone    | Hiroki Abe         | 28 gennaio 1999 (26 anni)           |
| 8  | C    | Brasile     | Matheus Sávio      | 15 aprile 1997 (28 anni)            |
| 9  | C    | Giappone    | Genki Haraguchi    | 9 maggio 1991 (34 anni)             |
| 10 | C    | Giappone    | Shōya Nakajima     | 23 agosto 1994 (30 anni)            |
| 11 | C    | Svezia      | Samuel Gustafson   | 11 gennaio 1995 (30 anni)           |
| 12 | A    | Brasile     | Thiago Santana     | 4 febbraio 1993 (32 anni)           |
| 13 | C    | Giappone    | Ryōma Watanabe     | 2 ottobre 1996 (28 anni)            |
| 14 | C    | Giappone    | Takahiro Sekine    | 19 aprile 1995 (30 anni) (capitano) |
| 16 | P    | Giappone    | Ayumi Niekawa      | 12 maggio 1994 (31 anni)            |
| 17 | A    | Giappone    | Hiiro Komori       | 6 agosto 2000 (24 anni)             |
| 18 | A    | Giappone    | Toshiki Takahashi  | 20 gennaio 1998 (27 anni)           |
| 21 | C    | Giappone    | Tomoaki Ōkubo      | 23 luglio 1998 (26 anni)            |
| 22 | C    | Giappone    | Kai Shibato        | 24 novembre 1995 (29 anni)          |
| 24 | C    | Giappone    | Yūsuke Matsuo      | 23 luglio 1997 (27 anni)            |
| 25 | C    | Giappone    | Kaito Yasui        | 9 febbraio 2000 (25 anni)           |
| 26 | D    | Giappone    | Takuya Ogiwara     | 23 novembre 1999 (25 anni)          |
| 27 | A    | Giappone    | Toshikazu Teruuchi | 8 novembre 2006 (18 anni)           |
| 28 | D    | Giappone    | Kenta Nemoto       | 13 dicembre 2002 (22 anni)          |
| 31 | P    | Giappone    | Shun Yoshida       | 28 novembre 1996 (28 anni)          |
| 35 | D    | Giappone    | Rikito Inoue       | 9 marzo 1997 (28 anni)              |
| 39 | C    | Giappone    | Junpei Hayakawa    | 5 dicembre 2005 (19 anni)           |
| 41 | A    | Giappone    | Rio Nitta          | 10 aprile 2003 (22 anni)            |
| 44 | P    | Giappone    | Alex Keita Malcolm | 11 giugno 2008 (17 anni)            |
| 45 | D    | Giappone    | Yoshitaka Tanaka   | 5 aprile 2008 (17 anni)             |
| 46 | C    | Giappone    | Takeshi Wada       | 5 giugno 2009 (16 anni)             |
| 77 | C    | Giappone    | Takuro Kaneko      | 30 luglio 1997 (27 anni)            |
| 88 | C    | Giappone    | Yōichi Naganuma    | 14 aprile 1997 (28 anni)            |

## Gruppo F

### Borussia Dortmund
Allenatore:  Niko Kovač
| N. | Pos. | Nazionalità | Giocatore          | Data nascita (età)                 |
| -- | ---- | ----------- | ------------------ | ---------------------------------- |
| 1  | P    | Svizzera    | Gregor Kobel       | 6 dicembre 1997 (27 anni)          |
| 2  | D    | Brasile     | Yan Couto          | 3 giugno 2002 (23 anni)            |
| 3  | D    | Germania    | Waldemar Anton     | 20 luglio 1996 (28 anni)           |
| 5  | D    | Algeria     | Ramy Bensebaini    | 16 aprile 1995 (30 anni)           |
| 7  | A    | Stati Uniti | Giovanni Reyna     | 13 novembre 2002 (22 anni)         |
| 8  | C    | Germania    | Felix Nmecha       | 10 ottobre 2000 (24 anni)          |
| 9  | A    | Guinea      | Serhou Guirassy    | 12 marzo 1996 (29 anni)            |
| 10 | A    | Germania    | Julian Brandt      | 2 maggio 1996 (29 anni) (capitano) |
| 13 | C    | Germania    | Pascal Groß        | 15 giugno 1991 (33 anni)           |
| 14 | A    | Germania    | Maximilian Beier   | 17 ottobre 2002 (22 anni)          |
| 16 | A    | Belgio      | Julien Duranville  | 5 maggio 2006 (19 anni)            |
| 17 | C    | Inghilterra | Carney Chukwuemeka | 20 ottobre 2003 (21 anni)          |
| 20 | C    | Austria     | Marcel Sabitzer    | 17 marzo 1994 (31 anni)            |
| 24 | D    | Svezia      | Daniel Svensson    | 12 febbraio 2002 (23 anni)         |
| 25 | D    | Germania    | Niklas Süle        | 3 settembre 1995 (29 anni)         |
| 26 | D    | Norvegia    | Julian Ryerson     | 17 novembre 1997 (27 anni)         |
| 27 | A    | Germania    | Karim Adeyemi      | 18 gennaio 2002 (23 anni)          |
| 31 | P    | Germania    | Silas Ostrzinski   | 19 novembre 2003 (21 anni)         |
| 33 | P    | Germania    | Alexander Meyer    | 13 aprile 1991 (34 anni)           |
| 37 | A    | Stati Uniti | Cole Campbell      | 20 febbraio 2006 (19 anni)         |
| 38 | C    | Germania    | Kjell Wätjen       | 16 febbraio 2006 (19 anni)         |
| 39 | D    | Italia      | Filippo Mané       | 8 marzo 2005 (20 anni)             |
| 40 | A    | Italia      | Samuele Inacio     | 2 aprile 2008 (17 anni)            |
| 41 | A    | Stati Uniti | Mathis Albert      | 21 maggio 2009 (16 anni)           |
| 42 | D    | Germania    | Almugera Kabar     | 6 giugno 2006 (19 anni)            |
| 43 | A    | Inghilterra | Jamie Gittens      | 8 agosto 2004 (20 anni)            |
| 44 | D    | Francia     | Soumaïla Coulibaly | 14 ottobre 2003 (21 anni)          |
| 46 | C    | Germania    | Ayman Azhil        | 10 aprile 2001 (24 anni)           |
| 47 | D    | Germania    | Elias Benkara      | 29 aprile 2007 (18 anni)           |
| 77 | C    | Inghilterra | Jobe Bellingham    | 23 settembre 2005 (19 anni)        |

### Fluminense
Allenatore:  Renato Portaluppi
| N. | Pos. | Nazionalità | Giocatore          | Data nascita (età)                     |
| -- | ---- | ----------- | ------------------ | -------------------------------------- |
| 1  | P    | Brasile     | Fábio              | 30 settembre 1980 (44 anni)            |
| 2  | D    | Brasile     | Samuel Xavier      | 6 giugno 1990 (35 anni)                |
| 3  | D    | Brasile     | Thiago Silva       | 22 settembre 1984 (40 anni) (capitano) |
| 4  | D    | Brasile     | Ignácio            | 1º dicembre 1996 (28 anni)             |
| 5  | C    | Uruguay     | Facundo Bernal     | 21 agosto 2003 (21 anni)               |
| 6  | D    | Brasile     | Renê               | 14 settembre 1992 (32 anni)            |
| 7  | A    | Venezuela   | Yeferson Soteldo   | 30 giugno 1997 (27 anni)               |
| 8  | C    | Brasile     | Matheus Martinelli | 5 ottobre 2001 (23 anni)               |
| 9  | A    | Brasile     | Everaldo           | 5 luglio 1991 (33 anni)                |
| 10 | C    | Brasile     | Ganso              | 12 ottobre 1989 (35 anni)              |
| 11 | A    | Brasile     | Keno               | 10 settembre 1989 (35 anni)            |
| 12 | D    | Colombia    | Gabriel Fuentes    | 9 febbraio 1997 (28 anni)              |
| 14 | A    | Argentina   | Germán Cano        | 2 gennaio 1988 (37 anni)               |
| 16 | C    | Brasile     | Gustavo Nonato     | 3 marzo 1998 (27 anni)                 |
| 17 | A    | Uruguay     | Agustín Canobbio   | 1º ottobre 1998 (26 anni)              |
| 18 | C    | Paraguay    | Rubén Lezcano      | 9 febbraio 2004 (21 anni)              |
| 19 | A    | Uruguay     | Joaquín Lavega     | 3 febbraio 2005 (20 anni)              |
| 21 | A    | Colombia    | Jhon Arias         | 21 settembre 1997 (27 anni)            |
| 22 | D    | Argentina   | Juan Pablo Freytes | 11 gennaio 2000 (25 anni)              |
| 23 | D    | Brasile     | Guga               | 29 agosto 1998 (26 anni)               |
| 26 | D    | Brasile     | Manoel             | 26 febbraio 1990 (35 anni)             |
| 27 | P    | Brasile     | Marcelo Pitaluga   | 20 dicembre 2002 (22 anni)             |
| 28 | A    | Brasile     | Riquelme           | 13 marzo 2007 (18 anni)                |
| 29 | D    | Brasile     | Thiago Santos      | 5 settembre 1989 (35 anni)             |
| 35 | C    | Brasile     | Hércules           | 20 ottobre 2000 (24 anni)              |
| 37 | C    | Brasile     | Isaque             | 24 febbraio 2007 (18 anni)             |
| 45 | C    | Brasile     | Lima               | 11 giugno 1996 (29 anni)               |
| 50 | P    | Brasile     | Gustavo Ramalho    | 16 settembre 2002 (22 anni)            |
| 55 | C    | Brasile     | Wallace Davi       | 10 maggio 2007 (18 anni)               |
| 77 | A    | Brasile     | Paulo Baya         | 26 luglio 1999 (25 anni)               |
| 90 | A    | Colombia    | Kevin Serna        | 17 dicembre 1997 (27 anni)             |
| 98 | P    | Brasile     | Vitor Eudes        | 21 ottobre 1998 (26 anni)              |

### M. Sundowns
Allenatore:  Miguel Cardoso
| N. | Pos. | Nazionalità | Giocatore           | Data nascita (età)                 |
| -- | ---- | ----------- | ------------------- | ---------------------------------- |
| 1  | P    | Uganda      | Denis Onyango       | 15 maggio 1985 (40 anni)           |
| 2  | D    | Sudafrica   | Malibongwe Khoza    | 16 marzo 2004 (21 anni)            |
| 4  | C    | Sudafrica   | Teboho Mokoena      | 24 gennaio 1997 (28 anni)          |
| 5  | D    | Sudafrica   | Mosa Lebusa         | 10 ottobre 1992 (32 anni)          |
| 6  | C    | Sudafrica   | Aubrey Modiba       | 22 luglio 1995 (29 anni)           |
| 7  | C    | Argentina   | Matías Esquivel     | 22 marzo 1999 (26 anni)            |
| 8  | C    | Sudafrica   | Jayden Adams        | 5 maggio 2001 (24 anni)            |
| 9  | A    | Brasile     | Arthur Sales        | 3 luglio 2002 (22 anni)            |
| 10 | A    | Brasile     | Lucas Ribeiro Costa | 9 ottobre 1998 (26 anni)           |
| 11 | C    | Cile        | Marcelo Allende     | 7 aprile 1999 (26 anni)            |
| 12 | C    | Sudafrica   | Neo Maema           | 1º dicembre 1995 (29 anni)         |
| 13 | A    | Sudafrica   | Iqraam Rayners      | 19 dicembre 1995 (29 anni)         |
| 14 | D    | Sudafrica   | Terrence Mashego    | 28 giugno 1996 (28 anni)           |
| 15 | C    | Sudafrica   | Bathusi Aubaas      | 14 maggio 1995 (30 anni)           |
| 16 | A    | Sudafrica   | Kutlwano Letlhaku   | 25 marzo 2006 (19 anni)            |
| 17 | A    | Sudafrica   | Tashreeq Matthews   | 12 settembre 2000 (24 anni)        |
| 18 | C    | Sudafrica   | Themba Zwane        | 3 agosto 1989 (35 anni) (capitano) |
| 20 | D    | Sudafrica   | Grant Kekana        | 31 ottobre 1992 (32 anni)          |
| 21 | C    | Sudafrica   | Sphelele Mkhulise   | 19 febbraio 1996 (29 anni)         |
| 22 | C    | Sudafrica   | Siyabonga Mabena    | 18 febbraio 2007 (18 anni)         |
| 24 | D    | Sudafrica   | Keanu Cupido        | 15 gennaio 1998 (27 anni)          |
| 25 | D    | Sudafrica   | Khuliso Mudau       | 26 aprile 1995 (30 anni)           |
| 26 | P    | Sudafrica   | Reyaad Pieterse     | 17 febbraio 1992 (33 anni)         |
| 27 | D    | Sudafrica   | Thapelo Morena      | 6 agosto 1993 (31 anni)            |
| 28 | D    | Sudafrica   | Zuko Mdunyelwa      | 9 luglio 1999 (25 anni)            |
| 29 | D    | Zimbabwe    | Divine Lunga        | 28 maggio 1995 (30 anni)           |
| 30 | P    | Sudafrica   | Ronwen Williams     | 21 gennaio 1992 (33 anni)          |
| 33 | A    | Sudafrica   | Thapelo Maseko      | 11 novembre 2003 (21 anni)         |
| 34 | D    | Sudafrica   | Mothobi Mvala       | 14 giugno 1994 (31 anni)           |
| 35 | A    | Sudafrica   | Lebo Mothiba        | 28 gennaio 1996 (29 anni)          |
| 37 | D    | Sudafrica   | Kegan Johannes      | 31 marzo 2001 (24 anni)            |
| 38 | A    | Namibia     | Peter Shalulile     | 23 ottobre 1993 (31 anni)          |
| 45 | C    | Sudafrica   | Ntando Nkosi        | 30 aprile 2004 (21 anni)           |
| 46 | C    | Sudafrica   | Thato Sibiya        | 23 giugno 2006 (18 anni)           |
| 50 | P    | Sudafrica   | Sanele Tshabalala   | 12 maggio 1998 (27 anni)           |

### Ulsan HD
Allenatore:  Kim Pan-gon
| N. | Pos. | Nazionalità   | Giocatore        | Data nascita (età)                    |
| -- | ---- | ------------- | ---------------- | ------------------------------------- |
| 3  | D    | Corea del Sud | Kang Min-woo     | 2 marzo 2006 (19 anni)                |
| 4  | D    | Corea del Sud | Seo Myung-guan   | 23 novembre 2002 (22 anni)            |
| 5  | C    | Corea del Sud | Jung Woo-young   | 14 dicembre 1989 (35 anni)            |
| 6  | C    | Svezia        | Darijan Bojanić  | 28 dicembre 1994 (30 anni)            |
| 7  | C    | Corea del Sud | Ko Seung-beom    | 24 aprile 1994 (31 anni)              |
| 10 | C    | Corea del Sud | Kim Min-woo      | 25 febbraio 1990 (35 anni)            |
| 11 | C    | Corea del Sud | Um Won-sang      | 6 gennaio 1999 (26 anni)              |
| 13 | D    | Corea del Sud | Kang Sang-woo    | 7 ottobre 1993 (31 anni)              |
| 14 | C    | Corea del Sud | Lee Jin-hyun     | 26 agosto 1997 (27 anni)              |
| 16 | C    | Corea del Sud | Lee Hui-gyun     | 29 aprile 1998 (27 anni)              |
| 17 | C    | Svezia        | Gustav Ludwigson | 20 ottobre 1993 (31 anni)             |
| 18 | A    | Corea del Sud | Heo Yool         | 12 aprile 2001 (24 anni)              |
| 19 | D    | Corea del Sud | Kim Young-gwon   | 27 febbraio 1990 (35 anni) (capitano) |
| 21 | P    | Corea del Sud | Jo Hyeon-woo     | 25 settembre 1991 (33 anni)           |
| 22 | C    | Corea del Sud | Kim Min-hyeok    | 16 agosto 1992 (32 anni)              |
| 23 | P    | Corea del Sud | Moon Jung-in     | 16 marzo 1998 (27 anni)               |
| 24 | D    | Corea del Sud | Yoon Jong-gyu    | 20 marzo 1998 (27 anni)               |
| 26 | D    | Corea del Sud | Park Min-seo     | 15 settembre 2000 (24 anni)           |
| 27 | C    | Corea del Sud | Lee Chung-yong   | 2 luglio 1988 (36 anni)               |
| 28 | D    | Corea del Sud | Lee Jae-ik       | 21 maggio 1999 (26 anni)              |
| 30 | C    | Corea del Sud | Yoon Jae-seok    | 22 ottobre 2003 (21 anni)             |
| 31 | P    | Corea del Sud | Ryu Seong-min    | 3 gennaio 2004 (21 anni)              |
| 36 | C    | Venezuela     | Matías Lacava    | 24 ottobre 2002 (22 anni)             |
| 41 | C    | Corea del Sud | Park Sang-jun    | 19 novembre 2003 (21 anni)            |
| 66 | D    | Polonia       | Miłosz Trojak    | 5 maggio 1994 (31 anni)               |
| 72 | C    | Corea del Sud | Back In-woo      | 29 novembre 2006 (18 anni)            |
| 96 | D    | Corea del Sud | Choi Seok-hyun   | 13 gennaio 2003 (22 anni)             |
| 97 | C    | Brasile       | Erick Farias     | 3 gennaio 1997 (28 anni)              |
| 99 | A    | Brasile       | Yago Cariello    | 27 luglio 1999 (25 anni)              |

## Gruppo G

### Al-Ain
Allenatore:  Vladimir Ivić
| N. | Pos. | Nazionalità          | Giocatore           | Data nascita (età)                     |
| -- | ---- | -------------------- | ------------------- | -------------------------------------- |
| 1  | P    | Portogallo           | Rui Patrício        | 15 febbraio 1988 (37 anni)             |
| 3  | D    | Emirati Arabi Uniti  | Kouame Autonne      | 22 settembre 2000 (24 anni)            |
| 4  | D    | Marocco              | Yahya Ben Khaleq    | 14 settembre 2001 (23 anni)            |
| 5  | C    | Corea del Sud        | Park Yong-woo       | 10 settembre 1993 (31 anni)            |
| 6  | C    | Emirati Arabi Uniti  | Yahia Nader         | 11 settembre 1998 (26 anni)            |
| 7  | C    | Paraguay             | Matías Segovia      | 4 gennaio 2003 (22 anni)               |
| 8  | C    | Emirati Arabi Uniti  | Mohammed Abbas      | 30 settembre 2002 (22 anni)            |
| 9  | A    | Togo                 | Kodjo Laba          | 27 gennaio 1992 (33 anni)              |
| 10 | A    | Paraguay             | Kaku                | 11 gennaio 1995 (30 anni)              |
| 11 | C    | Emirati Arabi Uniti  | Jonatas Santos      | 16 dicembre 2001 (23 anni)             |
| 13 | A    | Marocco              | Houssine Rahimi     | 4 febbraio 2002 (23 anni)              |
| 14 | D    | Slovenia             | Marcel Ratnik       | 23 dicembre 2003 (21 anni)             |
| 15 | C    | Brasile              | Erik                | 18 febbraio 2001 (24 anni)             |
| 16 | D    | Emirati Arabi Uniti  | Khalid Al-Hashemi   | 18 marzo 1997 (28 anni)                |
| 17 | P    | Emirati Arabi Uniti  | Khalid Eisa         | 15 settembre 1989 (35 anni) (capitano) |
| 19 | C    | Argentina            | Mateo Sanabria      | 31 marzo 2004 (21 anni)                |
| 20 | C    | Argentina            | Matías Palacios     | 10 maggio 2002 (23 anni)               |
| 21 | C    | Marocco              | Soufiane Rahimi     | 2 giugno 1996 (29 anni)                |
| 25 | D    | Egitto               | Ramy Rabia          | 20 maggio 1993 (32 anni)               |
| 28 | C    | Marocco              | Nassim Chadli       | 28 luglio 2001 (23 anni)               |
| 29 | D    | Portogallo           | Fábio Cardoso       | 19 aprile 1994 (31 anni)               |
| 30 | C    | Emirati Arabi Uniti  | Hazim Abbas         | 18 marzo 2005 (20 anni)                |
| 35 | P    | Nigeria              | Hassan Muhammed     | 21 luglio 2006 (18 anni)               |
| 36 | D    | Argentina            | Facundo Zabala      | 2 gennaio 1999 (26 anni)               |
| 41 | P    | Bosnia ed Erzegovina | Vedad Alibašić      | 27 luglio 2005 (19 anni)               |
| 46 | D    | Mali                 | Dramane Koumare     | 23 gennaio 2005 (20 anni)              |
| 56 | D    | Senegal              | Amadou Niang        | 3 agosto 2005 (19 anni)                |
| 70 | C    | Mali                 | Abdoul Karim Traoré | 11 gennaio 2005 (20 anni)              |
| 72 | A    | Emirati Arabi Uniti  | Mohamed Awadalla    | 16 luglio 2002 (22 anni)               |
| 77 | A    | Nigeria              | Rilwanu Sarki       | 2 febbraio 2004 (21 anni)              |
| 80 | C    | Nigeria              | Joshua Udoh         | 5 luglio 2007 (17 anni)                |
| 97 | D    | Austria              | Adis Jasic          | 12 febbraio 2003 (22 anni)             |
| 99 | A    | Rep. del Congo       | Josna Loulendo      | 15 gennaio 2004 (21 anni)              |

### Juventus
Allenatore:  Igor Tudor
| N. | Pos. | Nazionalità | Giocatore            | Data nascita (età)                  |
| -- | ---- | ----------- | -------------------- | ----------------------------------- |
| 2  | D    | Portogallo  | Alberto Costa        | 29 settembre 2003 (21 anni)         |
| 3  | D    | Brasile     | Bremer               | 18 marzo 1997 (28 anni)             |
| 4  | D    | Italia      | Federico Gatti       | 24 giugno 1998 (26 anni)            |
| 5  | C    | Italia      | Manuel Locatelli     | 8 gennaio 1998 (27 anni) (capitano) |
| 6  | D    | Inghilterra | Lloyd Kelly          | 6 ottobre 1998 (26 anni)            |
| 7  | A    | Portogallo  | Francisco Conceição  | 14 dicembre 2002 (22 anni)          |
| 8  | C    | Paesi Bassi | Teun Koopmeiners     | 28 febbraio 1998 (27 anni)          |
| 9  | A    | Serbia      | Dušan Vlahović       | 28 gennaio 2000 (25 anni)           |
| 10 | A    | Turchia     | Kenan Yıldız         | 4 maggio 2005 (20 anni)             |
| 11 | A    | Argentina   | Nicolás González     | 6 aprile 1998 (27 anni)             |
| 14 | A    | Polonia     | Arkadiusz Milik      | 28 febbraio 1994 (31 anni)          |
| 15 | D    | Francia     | Pierre Kalulu        | 5 giugno 2000 (25 anni)             |
| 16 | C    | Stati Uniti | Weston McKennie      | 28 agosto 1998 (26 anni)            |
| 17 | C    | Montenegro  | Vasilije Adžić       | 12 maggio 2006 (19 anni)            |
| 18 | C    | Serbia      | Filip Kostić         | 1º novembre 1992 (32 anni)          |
| 19 | C    | Francia     | Khéphren Thuram      | 26 marzo 2001 (24 anni)             |
| 20 | A    | Francia     | Randal Kolo Muani    | 5 dicembre 1998 (26 anni)           |
| 22 | A    | Stati Uniti | Timothy Weah         | 22 febbraio 2000 (25 anni)          |
| 23 | P    | Italia      | Carlo Pinsoglio      | 16 marzo 1990 (35 anni)             |
| 24 | D    | Italia      | Daniele Rugani       | 29 luglio 1994 (30 anni)            |
| 26 | C    | Brasile     | Douglas Luiz         | 9 maggio 1998 (27 anni)             |
| 27 | D    | Italia      | Andrea Cambiaso      | 20 febbraio 2000 (25 anni)          |
| 29 | P    | Italia      | Michele Di Gregorio  | 27 luglio 1997 (27 anni)            |
| 36 | A    | Italia      | Lorenzo Anghelè      | 26 febbraio 2005 (20 anni)          |
| 37 | D    | Italia      | Nicolò Savona        | 19 marzo 2003 (22 anni)             |
| 38 | P    | Italia      | Giovanni Daffara     | 5 dicembre 2004 (20 anni)           |
| 40 | D    | Svezia      | Jonas Rouhi          | 7 gennaio 2004 (21 anni)            |
| 41 | D    | Spagna      | Javier Gil           | 3 maggio 2006 (19 anni)             |
| 43 | C    | Italia      | Augusto Owusu        | 28 gennaio 2005 (20 anni)           |
| 48 | A    | Italia      | Alessandro Pietrelli | 5 gennaio 2003 (22 anni)            |
| 51 | A    | Belgio      | Samuel Mbangula      | 16 gennaio 2004 (21 anni)           |
| 56 | A    | Italia      | Nicolò Cudrig        | 7 agosto 2002 (22 anni)             |
| 57 | A    | Italia      | Tommaso Mancini      | 23 luglio 2004 (20 anni)            |
| 58 | C    | Italia      | Stefano Turco        | 24 gennaio 2005 (20 anni)           |
| 64 | P    | Italia      | Giovanni Garofani    | 20 ottobre 2002 (22 anni)           |

### Manchester City
Allenatore:  Pep Guardiola
| N. | Pos. | Nazionalità | Giocatore          | Data nascita (età)                  |
| -- | ---- | ----------- | ------------------ | ----------------------------------- |
| 3  | D    | Portogallo  | Rúben Dias         | 14 maggio 1997 (28 anni) (capitano) |
| 4  | C    | Paesi Bassi | Tijjani Reijnders  | 29 luglio 1998 (26 anni)            |
| 5  | D    | Inghilterra | John Stones        | 28 maggio 1994 (31 anni)            |
| 6  | D    | Paesi Bassi | Nathan Aké         | 18 febbraio 1995 (30 anni)          |
| 7  | A    | Egitto      | Omar Marmoush      | 7 febbraio 1999 (26 anni)           |
| 9  | A    | Norvegia    | Erling Haaland     | 21 luglio 2000 (24 anni)            |
| 11 | C    | Belgio      | Jérémy Doku        | 27 maggio 2002 (23 anni)            |
| 13 | P    | Inghilterra | Marcus Bettinelli  | 24 maggio 1992 (33 anni)            |
| 14 | C    | Spagna      | Nico González      | 3 gennaio 2002 (23 anni)            |
| 16 | C    | Spagna      | Rodri              | 22 giugno 1996 (28 anni)            |
| 18 | P    | Germania    | Stefan Ortega      | 6 novembre 1992 (32 anni)           |
| 19 | C    | Germania    | İlkay Gündoğan     | 24 ottobre 1990 (34 anni)           |
| 20 | C    | Portogallo  | Bernardo Silva     | 10 agosto 1994 (30 anni)            |
| 21 | D    | Algeria     | Rayan Aït-Nouri    | 6 giugno 2001 (24 anni)             |
| 22 | D    | Brasile     | Vitor Reis         | 12 gennaio 2006 (19 anni)           |
| 24 | D    | Croazia     | Joško Gvardiol     | 23 gennaio 2002 (23 anni)           |
| 25 | D    | Svizzera    | Manuel Akanji      | 19 luglio 1995 (29 anni)            |
| 26 | C    | Brasile     | Savinho            | 10 aprile 2004 (21 anni)            |
| 27 | C    | Portogallo  | Matheus Nunes      | 27 agosto 1998 (26 anni)            |
| 29 | C    | Francia     | Rayan Cherki       | 17 agosto 2003 (21 anni)            |
| 30 | C    | Argentina   | Claudio Echeverri  | 2 gennaio 2006 (19 anni)            |
| 31 | P    | Brasile     | Ederson            | 17 agosto 1993 (31 anni)            |
| 45 | D    | Uzbekistan  | Abdukodir Khusanov | 29 febbraio 2004 (21 anni)          |
| 47 | C    | Inghilterra | Phil Foden         | 28 maggio 2000 (25 anni)            |
| 52 | A    | Norvegia    | Oscar Bobb         | 12 luglio 2003 (21 anni)            |
| 75 | C    | Inghilterra | Nico O'Reilly      | 21 marzo 2005 (20 anni)             |
| 82 | D    | Inghilterra | Rico Lewis         | 21 novembre 2004 (20 anni)          |

### Wydad Casablanca
Allenatore:  Mohamed Amine Benhachem
| N. | Pos. | Nazionalità  | Giocatore             | Data nascita (età)                    |
| -- | ---- | ------------ | --------------------- | ------------------------------------- |
| 1  | P    | Marocco      | Youssef El Motie      | 16 dicembre 1994 (30 anni)            |
| 2  | D    | Marocco      | Mohamed Moufid        | 12 gennaio 2000 (25 anni)             |
| 4  | A    | Sudafrica    | Thembinkosi Lorch     | 22 luglio 1993 (31 anni)              |
| 5  | C    | Marocco      | Ismail Moutaraji      | 1º febbraio 2000 (25 anni)            |
| 7  | C    | Martinica    | Mickaël Malsa         | 12 ottobre 1995 (29 anni)             |
| 8  | A    | Paesi Bassi  | Mohamed Rayhi         | 1º luglio 1994 (30 anni)              |
| 9  | A    | Ghana        | Samuel Obeng          | 15 maggio 1997 (28 anni)              |
| 10 | C    | Brasile      | Arthur                | 24 febbraio 2005 (20 anni)            |
| 11 | A    | Marocco      | Nordin Amrabat        | 31 marzo 1987 (38 anni)               |
| 12 | P    | Marocco      | Mehdi Benabid         | 24 gennaio 1998 (27 anni)             |
| 14 | D    | Marocco      | Abdelmounaim Boutouil | 9 gennaio 1998 (27 anni)              |
| 16 | D    | Marocco      | Jamal Harkass         | 24 novembre 1995 (29 anni) (capitano) |
| 17 | A    | Marocco      | Zakaria Fathi         | 14 agosto 1998 (26 anni)              |
| 18 | D    | Marocco      | Fahd Moufi            | 5 maggio 1996 (29 anni)               |
| 19 | C    | Marocco      | El Mehdi El Moubarik  | 22 gennaio 2001 (24 anni)             |
| 21 | A    | Sudafrica    | Cassius Mailula       | 12 giugno 2001 (24 anni)              |
| 22 | D    | Paesi Bassi  | Bart Meijers          | 10 gennaio 1997 (28 anni)             |
| 23 | C    | Marocco      | Oussama Zemraoui      | 1º marzo 2002 (23 anni)               |
| 24 | D    | Marocco      | Ayoub Boucheta        | 3 dicembre 1993 (31 anni)             |
| 25 | C    | Burkina Faso | Stephane Aziz Ki      | 6 marzo 1996 (29 anni)                |
| 26 | A    | Tanzania     | Selemani Mwalimu      | 19 gennaio 2006 (19 anni)             |
| 27 | C    | Marocco      | Ismael Benktib        | 4 luglio 1998 (26 anni)               |
| 29 | A    | Marocco      | Hamza Hannouri        | 22 gennaio 1998 (27 anni)             |
| 33 | C    | Brasile      | Pedrinho              | 1º gennaio 2004 (21 anni)             |
| 34 | C    | Marocco      | Yassine Bennani       | 17 luglio 2008 (16 anni)              |
| 36 | P    | Marocco      | Omar Aqzdaou          | 16 marzo 2003 (22 anni)               |
| 44 | C    | Marocco      | Rayane Mahtou         | 1º febbraio 2005 (20 anni)            |
| 72 | D    | Brasile      | Guilherme Ferreira    | 2 dicembre 1999 (25 anni)             |
| 99 | A    | Siria        | Omar Al Soma          | 23 marzo 1989 (36 anni)               |

## Gruppo H

### Al-Hilal
Allenatore:  Simone Inzaghi
| N. | Pos. | Nazionalità    | Giocatore               | Data nascita (età)                  |
| -- | ---- | -------------- | ----------------------- | ----------------------------------- |
| 3  | D    | Senegal        | Kalidou Koulibaly       | 20 giugno 1991 (33 anni)            |
| 4  | D    | Arabia Saudita | Khalifa Al-Dawsari      | 2 gennaio 1999 (26 anni)            |
| 5  | D    | Arabia Saudita | Ali Al-Bulaihi          | 21 novembre 1989 (35 anni)          |
| 6  | C    | Brasile        | Renan Lodi              | 8 aprile 1998 (27 anni)             |
| 7  | C    | Arabia Saudita | Khalid Al-Ghannam       | 8 novembre 2000 (24 anni)           |
| 8  | C    | Portogallo     | Rúben Neves             | 13 marzo 1997 (28 anni)             |
| 9  | A    | Serbia         | Aleksandar Mitrović     | 16 settembre 1994 (30 anni)         |
| 11 | A    | Brasile        | Marcos Leonardo         | 2 maggio 2003 (22 anni)             |
| 12 | D    | Arabia Saudita | Yasir Al-Shahrani       | 25 maggio 1992 (33 anni)            |
| 15 | C    | Arabia Saudita | Mohammed Al-Qahtani     | 23 luglio 2002 (22 anni)            |
| 16 | C    | Arabia Saudita | Nasser Al-Dawsari       | 19 dicembre 1998 (26 anni)          |
| 17 | P    | Arabia Saudita | Mohammed Al-Rubaie      | 14 agosto 1997 (27 anni)            |
| 18 | C    | Arabia Saudita | Musab Al-Juwayr         | 20 giugno 2003 (21 anni)            |
| 20 | D    | Portogallo     | João Cancelo            | 27 maggio 1994 (31 anni)            |
| 22 | C    | Serbia         | Sergej Milinković-Savić | 27 febbraio 1995 (30 anni)          |
| 24 | D    | Arabia Saudita | Moteb Al-Harbi          | 20 febbraio 2000 (25 anni)          |
| 27 | C    | Brasile        | Kaio César              | 15 febbraio 2004 (21 anni)          |
| 28 | C    | Arabia Saudita | Mohamed Kanno           | 22 settembre 1994 (30 anni)         |
| 29 | C    | Arabia Saudita | Salem Al-Dawsari        | 19 agosto 1991 (33 anni) (capitano) |
| 31 | D    | Arabia Saudita | Rayan Al-Ghamdi         | 3 gennaio 2006 (19 anni)            |
| 33 | C    | Arabia Saudita | Mohammed bin Muhaysh    | 2 marzo 2006 (19 anni)              |
| 34 | D    | Arabia Saudita | Saleh Barnawi           | 8 febbraio 2007 (18 anni)           |
| 36 | D    | Arabia Saudita | Saud Haroun             | 19 luglio 2005 (19 anni)            |
| 37 | P    | Marocco        | Yassine Bounou          | 5 aprile 1991 (34 anni)             |
| 38 | A    | Arabia Saudita | Turki Al-Ghumayl        | 2 febbraio 2005 (20 anni)           |
| 39 | C    | Arabia Saudita | Abdulaziz Hadhood       | 10 marzo 2005 (20 anni)             |
| 40 | P    | Arabia Saudita | Ahmad Abu Rasen         | 2 novembre 2003 (21 anni)           |
| 43 | D    | Arabia Saudita | Saad Al-Muthary         | 6 dicembre 2006 (18 anni)           |
| 50 | P    | Arabia Saudita | Abdulelah Al-Ghamdi     | 14 agosto 2006 (18 anni)            |
| 77 | C    | Brasile        | Malcom                  | 26 febbraio 1997 (28 anni)          |
| 78 | D    | Arabia Saudita | Ali Lajami              | 24 aprile 1996 (29 anni)            |
| 87 | D    | Arabia Saudita | Hassan Al-Tambakti      | 9 febbraio 1999 (26 anni)           |
| 88 | D    | Arabia Saudita | Hamad Al-Yami           | 17 maggio 1999 (26 anni)            |
| 89 | C    | Arabia Saudita | Abdulellah Al-Malki     | 11 ottobre 1994 (30 anni)           |
| 99 | A    | Arabia Saudita | Abdullah Al-Hamdan      | 13 settembre 1999 (25 anni)         |

### Pachuca
Allenatore:  Jaime Lozano
| N. | Pos. | Nazionalità | Giocatore            | Data nascita (età)                   |
| -- | ---- | ----------- | -------------------- | ------------------------------------ |
| 2  | D    | Argentina   | Sergio Barreto       | 20 aprile 1999 (26 anni)             |
| 3  | D    | Messico     | Alonso Aceves        | 28 marzo 2001 (24 anni)              |
| 4  | D    | Brasile     | Eduardo Bauermann    | 13 febbraio 1996 (29 anni)           |
| 5  | C    | Messico     | Pedro Pedraza        | 30 aprile 2000 (25 anni)             |
| 6  | C    | Uruguay     | Santiago Homenchenko | 30 agosto 2003 (21 anni)             |
| 7  | A    | Messico     | Emilio Rodríguez     | 21 aprile 2003 (22 anni)             |
| 8  | D    | Messico     | Bryan González       | 10 aprile 2003 (22 anni)             |
| 9  | A    | Messico     | Illian Hernández     | 12 aprile 2000 (25 anni)             |
| 10 | A    | Brasile     | John Kennedy         | 18 maggio 2002 (23 anni)             |
| 11 | A    | Marocco     | Oussama Idrissi      | 26 febbraio 1996 (29 anni)           |
| 12 | A    | Messico     | Alexéi Domínguez     | 3 gennaio 2005 (20 anni)             |
| 13 | P    | Messico     | Sebastián Jurado     | 28 settembre 1997 (27 anni)          |
| 14 | D    | Messico     | Carlos Sánchez       | 13 aprile 2002 (23 anni)             |
| 15 | C    | Messico     | Israel Luna          | 23 marzo 2002 (23 anni)              |
| 16 | D    | Uruguay     | Federico Pereira     | 24 febbraio 2000 (25 anni)           |
| 18 | C    | Argentina   | Agustín Palavecino   | 9 novembre 1996 (28 anni)            |
| 19 | C    | Messico     | Javier Eduardo López | 17 settembre 1994 (30 anni)          |
| 21 | D    | Messico     | José Castillo        | 2 dicembre 2001 (23 anni)            |
| 22 | D    | Argentina   | Gustavo Cabral       | 14 ottobre 1985 (39 anni) (capitano) |
| 23 | A    | Venezuela   | Salomón Rondón       | 16 settembre 1989 (35 anni)          |
| 24 | D    | Messico     | Luis Rodríguez       | 21 gennaio 1991 (34 anni)            |
| 25 | P    | Messico     | Carlos Moreno        | 29 gennaio 1998 (27 anni)            |
| 26 | C    | Messico     | Alán Bautista        | 11 giugno 2002 (23 anni)             |
| 27 | C    | Messico     | Brian García         | 31 ottobre 1997 (27 anni)            |
| 28 | C    | Messico     | Elías Montiel        | 7 ottobre 2005 (19 anni)             |
| 29 | A    | Brasile     | Kenedy               | 8 febbraio 1996 (29 anni)            |
| 30 | A    | Colombia    | Avilés Hurtado       | 20 aprile 1987 (38 anni)             |
| 31 | P    | Messico     | José Eulogio         | 11 febbraio 2004 (21 anni)           |
| 32 | C    | Messico     | Víctor Guzmán        | 3 febbraio 1995 (30 anni)            |
| 35 | D    | Messico     | Jorge Berlanga       | 18 luglio 2003 (21 anni)             |

### Real Madrid
Allenatore:  Xabi Alonso
| N. | Pos. | Nazionalità | Giocatore              | Data nascita (età)                    |
| -- | ---- | ----------- | ---------------------- | ------------------------------------- |
| 1  | P    | Belgio      | Thibaut Courtois       | 11 maggio 1992 (33 anni)              |
| 2  | D    | Spagna      | Daniel Carvajal        | 11 gennaio 1992 (33 anni)             |
| 3  | D    | Brasile     | Éder Militão           | 18 gennaio 1998 (27 anni)             |
| 4  | D    | Austria     | David Alaba            | 24 giugno 1992 (32 anni)              |
| 5  | C    | Inghilterra | Jude Bellingham        | 29 giugno 2003 (21 anni)              |
| 6  | C    | Francia     | Eduardo Camavinga      | 10 novembre 2002 (22 anni)            |
| 7  | A    | Brasile     | Vinícius Júnior        | 12 luglio 2000 (24 anni)              |
| 8  | C    | Uruguay     | Federico Valverde      | 22 luglio 1998 (26 anni)              |
| 9  | A    | Francia     | Kylian Mbappé          | 20 dicembre 1998 (26 anni)            |
| 10 | C    | Croazia     | Luka Modrić            | 9 settembre 1985 (39 anni) (capitano) |
| 11 | A    | Brasile     | Rodrygo                | 9 gennaio 2001 (24 anni)              |
| 12 | D    | Inghilterra | Trent Alexander-Arnold | 7 ottobre 1998 (26 anni)              |
| 13 | P    | Ucraina     | Andrij Lunin           | 11 febbraio 1999 (26 anni)            |
| 14 | C    | Francia     | Aurélien Tchouaméni    | 27 gennaio 2000 (25 anni)             |
| 15 | C    | Turchia     | Arda Güler             | 25 febbraio 2005 (20 anni)            |
| 16 | A    | Brasile     | Endrick                | 21 luglio 2006 (18 anni)              |
| 17 | D    | Spagna      | Lucas Vázquez          | 1º luglio 1991 (33 anni)              |
| 19 | C    | Spagna      | Dani Ceballos          | 7 agosto 1996 (28 anni)               |
| 20 | D    | Spagna      | Fran García            | 14 agosto 1999 (25 anni)              |
| 21 | A    | Marocco     | Brahim Díaz            | 3 agosto 1999 (25 anni)               |
| 22 | D    | Germania    | Antonio Rüdiger        | 3 marzo 1993 (32 anni)                |
| 23 | D    | Francia     | Ferland Mendy          | 8 giugno 1995 (30 anni)               |
| 24 | D    | Spagna      | Dean Huijsen           | 14 aprile 2005 (20 anni)              |
| 26 | P    | Spagna      | Fran González          | 24 giugno 2005 (19 anni)              |
| 29 | D    | Marocco     | Yusi                   | 7 ottobre 2005 (19 anni)              |
| 30 | A    | Spagna      | Gonzalo García         | 24 marzo 2004 (21 anni)               |
| 31 | D    | Spagna      | Jacobo Ramón           | 6 gennaio 2005 (20 anni)              |
| 34 | P    | Spagna      | Sergio Mestre          | 13 febbraio 2005 (20 anni)            |
| 35 | D    | Spagna      | Raúl Asencio           | 13 febbraio 2003 (22 anni)            |
| 36 | C    | Spagna      | Chema Andrés           | 25 aprile 2005 (20 anni)              |
| 41 | D    | Spagna      | Jesús Fortea           | 26 marzo 2007 (18 anni)               |
| 43 | D    | Spagna      | Diego Aguado           | 7 febbraio 2007 (18 anni)             |
| 44 | C    | Spagna      | Víctor Muñoz           | 13 luglio 2003 (21 anni)              |
| 50 | C    | Spagna      | Mario Martín           | 5 marzo 2004 (21 anni)                |

### Salisburgo
Allenatore:  Thomas Letsch
| N. | Pos. | Nazionalità | Giocatore               | Data nascita (età)                    |
| -- | ---- | ----------- | ----------------------- | ------------------------------------- |
| 1  | P    | Austria     | Alexander Schlager      | 1º febbraio 1996 (29 anni)            |
| 2  | D    | Danimarca   | Jacob Rasmussen         | 28 maggio 1997 (28 anni)              |
| 5  | C    | Mali        | Soumaïla Diabaté        | 22 novembre 2004 (20 anni)            |
| 6  | D    | Austria     | Samson Baidoo           | 31 marzo 2004 (21 anni)               |
| 8  | A    | Giappone    | Sōta Kitano             | 13 agosto 2004 (20 anni)              |
| 9  | A    | Austria     | Karim Onisiwo           | 17 marzo 1992 (33 anni)               |
| 11 | A    | Belgio      | Yorbe Vertessen         | 8 gennaio 2001 (24 anni)              |
| 13 | D    | Germania    | Frans Krätzig           | 14 gennaio 2003 (22 anni)             |
| 14 | C    | Danimarca   | Maurits Kjærgaard       | 26 giugno 2003 (21 anni)              |
| 15 | C    | Mali        | Mamady Diambou          | 11 novembre 2002 (22 anni)            |
| 16 | C    | Giappone    | Takumu Kawamura         | 28 agosto 1999 (25 anni)              |
| 18 | C    | Danimarca   | Mads Bidstrup           | 25 febbraio 2001 (24 anni) (capitano) |
| 20 | A    | Ghana       | Edmund Baidoo           | 30 gennaio 2006 (19 anni)             |
| 21 | A    | Serbia      | Petar Ratkov            | 18 agosto 2003 (21 anni)              |
| 22 | D    | Austria     | Stefan Lainer           | 27 agosto 1992 (32 anni)              |
| 23 | D    | Francia     | Joane Gadou             | 17 gennaio 2007 (18 anni)             |
| 28 | A    | Danimarca   | Adam Daghim             | 28 settembre 2005 (19 anni)           |
| 30 | C    | Israele     | Oscar Gloukh            | 1º aprile 2004 (21 anni)              |
| 36 | D    | Svezia      | John Mellberg           | 30 luglio 2006 (18 anni)              |
| 37 | D    | Austria     | Tim Trummer             | 10 novembre 2005 (19 anni)            |
| 38 | C    | Austria     | Valentin Sulzbacher     | 11 marzo 2005 (20 anni)               |
| 41 | P    | Germania    | Jonas Krumrey           | 25 novembre 2003 (21 anni)            |
| 43 | A    | Svizzera    | Enrique Aguilar         | 27 gennaio 2007 (18 anni)             |
| 44 | D    | Austria     | Jannik Schuster         | 16 maggio 2006 (19 anni)              |
| 45 | A    | Mali        | Nene Dorgeles           | 23 dicembre 2002 (22 anni)            |
| 49 | A    | Mali        | Moussa Yeo              | 1º giugno 2004 (21 anni)              |
| 52 | P    | Austria     | Christian Zawieschitzky | 2 maggio 2007 (18 anni)               |
| 92 | P    | Austria     | Salko Hamzić            | 17 settembre 2006 (18 anni)           |